# Morti nel 1991
| Questa pagina contiene informazioni ricavate automaticamente dalle voci biografiche con l'ausilio del template Bio e di un bot. L'aggiornamento è periodico e automatico e ricostruisce completamente la pagina. Se manca una persona in questa lista, sei pregato di non aggiungerla, ma accertati piuttosto che la sua voce biografica contenga il template Bio e che i dati anagrafici siano correttamente compilati. Se il template Bio manca, inseriscilo tu stesso o, in alternativa, metti l'avviso {{tmp\|Bio}} che ne segnala la mancanza. Se i dati riportati sono sbagliati, correggi direttamente la voce biografica; le modifiche saranno visibili in questa lista entro pochi giorni. Per chiarimenti vedi il progetto biografie. La lista contiene solo le 1.338 persone che sono citate nell'enciclopedia e per le quali è stato implementato correttamente il template Bio. Pagina aggiornata al 18 ago 2025. |

## Gennaio(110)
- 1º gennaio - Inga Gentzel, mezzofondista e velocista svedese (n. 1908)
- 1º gennaio - Buck Ram, compositore, paroliere e produttore discografico statunitense (n. 1907)
- 2 gennaio - Rosellina Balbi, scrittrice e giornalista italiana (n. 1923)
- 2 gennaio - Juan Carlos Duran, pugile argentino (n. 1936)
- 2 gennaio - Edmond Jabès, poeta francese (n. 1912)
- 2 gennaio - Jo Ann Marlowe, attrice statunitense (n. 1935)
- 2 gennaio - Renato Rascel, attore, comico e cantautore italiano (n. 1912)
- 2 gennaio - Pasquale Rotondi, storico dell'arte, funzionario e restauratore italiano (n. 1909)
- 3 gennaio - Luke Appling, giocatore di baseball e allenatore di baseball statunitense (n. 1907)
- 3 gennaio - Walter Boninsegni, tiratore a segno italiano (n. 1902)
- 3 gennaio - Art Hyatt, cestista statunitense (n. 1912)
- 3 gennaio - Cipe Pineles, direttrice artistica austriaca (n. 1908)
- 3 gennaio - Doris Zinkeisen, costumista britannica (n. 1898)
- 4 gennaio - João Azevedo, calciatore portoghese (n. 1915)
- 4 gennaio - Joop Koper, cestista e allenatore di pallacanestro olandese
- 4 gennaio - Berry Kroeger, attore statunitense (n. 1912)
- 4 gennaio - Mauro Mitilini, carabiniere italiano (n. 1969)
- 4 gennaio - Andrea Moneta, carabiniere italiano (n. 1969)
- 4 gennaio - Otello Stefanini, carabiniere italiano (n. 1968)
- 5 gennaio - Johnny Eck, artista e attore statunitense (n. 1911)
- 6 gennaio - Jim Brown, cestista e giocatore di baseball statunitense (n. 1912)
- 7 gennaio - Henri Louveau, pilota automobilistico francese (n. 1910)
- 7 gennaio - Josef Stroh, allenatore di calcio e calciatore austriaco (n. 1913)
- 8 gennaio - Steve Clark, chitarrista e compositore britannico (n. 1960)
- 8 gennaio - Ursula Hirschmann, politica e antifascista tedesca (n. 1913)
- 9 gennaio - Roland Laudenbach, scrittore, editore e sceneggiatore francese (n. 1921)
- 9 gennaio - Antonio León Ortega, scultore spagnolo (n. 1907)
- 9 gennaio - Charles Sterling, storico dell'arte polacco (n. 1901)
- 9 gennaio - Patrizia Vicinelli, poetessa e attrice teatrale italiana (n. 1943)
- 10 gennaio - Vincenzo Gallucci, cardiochirurgo italiano (n. 1935)
- 10 gennaio - Gino Paolo Gori, pittore italiano (n. 1911)
- 10 gennaio - Malte Jaeger, attore e direttore teatrale tedesco (n. 1911)
- 11 gennaio - Carl David Anderson, fisico statunitense (n. 1905)
- 11 gennaio - Luciano Bonanni, attore italiano (n. 1922)
- 11 gennaio - Otto Marischka, calciatore tedesco (n. 1912)
- 11 gennaio - Ugo Moretti, giornalista, scrittore e sceneggiatore italiano (n. 1918)
- 11 gennaio - Sarangapani Raman, calciatore indiano (n. 1920)
- 12 gennaio - Juan Carbonell, cestista spagnolo (n. 1906)
- 12 gennaio - Pierina Gilli, mistica e veggente italiana (n. 1911)
- 12 gennaio - Denis Innocentin, cestista italiano (n. 1961)
- 12 gennaio - Tom Johannessen, calciatore norvegese (n. 1933)
- 12 gennaio - Keye Luke, attore statunitense (n. 1904)
- 12 gennaio - Franca Mazzoni, attrice italiana (n. 1912)
- 12 gennaio - Vasco Pratolini, scrittore italiano (n. 1913)
- 12 gennaio - Robert Jackson, politico australiano (n. 1911)
- 12 gennaio - Giovanni Salamone, imprenditore italiano (n. 1948)
- 13 gennaio - Loreta Asanavičiūtė, attivista lituana (n. 1967)
- 13 gennaio - Eladio Rojas, calciatore cileno (n. 1934)
- 13 gennaio - Gerhard Sturmberger, calciatore austriaco (n. 1940)
- 14 gennaio - David Arkin, attore statunitense (n. 1941)
- 14 gennaio - Raimondo Bergamin, missionario e vescovo cattolico italiano (n. 1910)
- 14 gennaio - Heli Finkenzeller, attrice tedesca (n. 1914)
- 15 gennaio - Livio Gratton, astrofisico italiano (n. 1910)
- 16 gennaio - Dino Del Bo, antifascista, partigiano e politico italiano (n. 1916)
- 16 gennaio - Sof'ja Garrel', attrice sovietica (n. 1904)
- 17 gennaio - Angelo Bellavia, calciatore italiano (n. 1950)
- 17 gennaio - Giacomo Manzù, scultore e pittore italiano (n. 1908)
- 17 gennaio - Massimiliano Pavan, storico italiano (n. 1920)
- 18 gennaio - Leo Hurwitz, regista statunitense (n. 1909)
- 19 gennaio - Don Beddoe, attore statunitense (n. 1903)
- 19 gennaio - Bobby Combe, calciatore scozzese (n. 1924)
- 19 gennaio - Paolo Desana, politico italiano (n. 1918)
- 19 gennaio - Eugene Gross, fisico statunitense (n. 1926)
- 19 gennaio - Andrej Korsakov, violinista, insegnante e direttore d'orchestra sovietico (n. 1946)
- 19 gennaio - Gernot Reinstadler, sciatore alpino austriaco (n. 1970)
- 19 gennaio - John Russell, attore e militare statunitense (n. 1921)
- 19 gennaio - Giovanni Sinchetto, fumettista italiano (n. 1922)
- 19 gennaio - Dino Viola, imprenditore, dirigente sportivo e politico italiano (n. 1915)
- 20 gennaio - Irv Brenner, cestista statunitense (n. 1913)
- 20 gennaio - Louis Hardiquest, ciclista su strada e ciclocrossista belga (n. 1910)
- 20 gennaio - Frank Pfütze, nuotatore tedesco orientale (n. 1959)
- 20 gennaio - Louis Seigner, attore francese (n. 1903)
- 20 gennaio - Alfred Wainwright, scrittore inglese (n. 1907)
- 21 gennaio - Lilian Bond, attrice britannica (n. 1908)
- 21 gennaio - Matteo Bonino, politico italiano (n. 1900)
- 21 gennaio - Ileana di Romania, principessa rumena (n. 1909)
- 22 gennaio - An Yeong-sik, cestista e allenatore di pallacanestro sudcoreano (n. 1928)
- 22 gennaio - Antonio Bianchin, vescovo cattolico italiano (n. 1936)
- 22 gennaio - Karl Renar, attore austriaco (n. 1928)
- 22 gennaio - Walter Vollweiler, calciatore tedesco (n. 1912)
- 23 gennaio - Luis Hernán Álvarez, calciatore cileno (n. 1938)
- 23 gennaio - Giancarlo Colombini, compositore italiano (n. 1906)
- 23 gennaio - Northrop Frye, critico letterario canadese (n. 1912)
- 24 gennaio - Rūdolfs Bārda, calciatore lettone (n. 1903)
- 24 gennaio - Jack Schaefer, scrittore e giornalista statunitense (n. 1907)
- 25 gennaio - Vittorio Albasini Scrosati, antifascista e politico italiano (n. 1903)
- 25 gennaio - Fiorenzo Marini, schermidore italiano (n. 1914)
- 25 gennaio - Gino Pollini, architetto italiano (n. 1903)
- 25 gennaio - Frank Soo, calciatore e allenatore di calcio inglese (n. 1914)
- 25 gennaio - Diana Turbay, giornalista colombiana (n. 1950)
- 26 gennaio - Wilbur Fox, cestista statunitense (n. 1919)
- 26 gennaio - Desmond Koch, discobolo statunitense (n. 1932)
- 26 gennaio - Glenn Langan, attore statunitense (n. 1917)
- 26 gennaio - Karen Young, cantante statunitense (n. 1951)
- 27 gennaio - Ignazio Aloisi, italiano (n. 1946)
- 27 gennaio - George Hazelwood Locket, insegnante e aracnologo britannico (n. 1900)
- 27 gennaio - Leif Wikström, velista svedese (n. 1918)
- 28 gennaio - Efrem Casagrande, pianista, compositore e direttore di coro italiano (n. 1924)
- 28 gennaio - Pietro Corsini, generale italiano (n. 1917)
- 28 gennaio - Red Grange, giocatore di football americano statunitense (n. 1903)
- 28 gennaio - Nikola Radović, calciatore jugoslavo (n. 1933)
- 29 gennaio - Yasushi Inoue, scrittore giapponese (n. 1907)
- 29 gennaio - Luigi Efisio Marras, generale italiano (n. 1888)
- 30 gennaio - John Bardeen, fisico e ingegnere elettrotecnico statunitense (n. 1908)
- 30 gennaio - Kurt Bittel, archeologo tedesco (n. 1907)
- 30 gennaio - Manlio De Pisa, militare e marinaio italiano (n. 1898)
- 30 gennaio - Marcel Galey, calciatore francese (n. 1905)
- 30 gennaio - John McIntire, attore statunitense (n. 1907)
- 31 gennaio - Armando Passalacqua, allenatore di calcio e calciatore italiano (n. 1911)
- 31 gennaio - Márcio de Sousa Melo, generale e politico brasiliano (n. 1906)

## Febbraio(92)
- 1º febbraio - Carol Dempster, attrice statunitense (n. 1901)
- 1º febbraio - Shirō Kuramata, designer giapponese (n. 1934)
- 1º febbraio - James MacDonald, doppiatore britannico (n. 1906)
- 2 febbraio - Vincenzo De Falco, mafioso italiano (n. 1953)
- 2 febbraio - Natalie Kingston, attrice statunitense (n. 1905)
- 2 febbraio - Franco Latini, doppiatore, direttore del doppiaggio e attore italiano (n. 1927)
- 2 febbraio - Howie Rader, cestista statunitense (n. 1921)
- 3 febbraio - Harry Ackerman, produttore televisivo statunitense (n. 1912)
- 3 febbraio - Maria Bigarelli, imprenditrice italiana (n. 1914)
- 3 febbraio - Nancy Kulp, attrice e doppiatrice statunitense (n. 1921)
- 4 febbraio - Károly Bartha, nuotatore ungherese (n. 1907)
- 4 febbraio - Rosanna Benzi, attivista, giornalista e scrittrice italiana (n. 1948)
- 4 febbraio - Michele Fiore, militare italiano (n. 1959)
- 4 febbraio - Johannes Pløger, calciatore danese (n. 1922)
- 5 febbraio - Pedro Arrupe, gesuita spagnolo (n. 1907)
- 5 febbraio - Manlio Biccolini, aviatore e generale italiano (n. 1916)
- 5 febbraio - Vlastimil Havlíček, calciatore cecoslovacco (n. 1924)
- 5 febbraio - Dean Jagger, attore statunitense (n. 1903)
- 5 febbraio - Rinaldo Olivieri, allenatore di calcio e calciatore italiano (n. 1935)
- 5 febbraio - John Wikström, fondista svedese (n. 1903)
- 6 febbraio - Salvatore Luria, medico, genetista e biologo italiano (n. 1912)
- 6 febbraio - Bassett Maguire, botanico statunitense (n. 1904)
- 6 febbraio - Danny Thomas, attore, produttore televisivo e regista statunitense (n. 1912)
- 6 febbraio - María Zambrano, filosofa e saggista spagnola (n. 1904)
- 8 febbraio - Hillery Brown, cestista statunitense (n. 1912)
- 8 febbraio - Elisa Martinez, religiosa italiana (n. 1905)
- 8 febbraio - Pier Giacomo Pisoni, storico italiano (n. 1928)
- 8 febbraio - Aaron Siskind, fotografo statunitense (n. 1903)
- 9 febbraio - Ottorino Bettarello, rugbista a 15 italiano (n. 1932)
- 9 febbraio - Pietro Bigerna, attore italiano (n. 1915)
- 9 febbraio - Corrado Costa, poeta italiano (n. 1929)
- 10 febbraio - Marion Roper, tuffatrice statunitense (n. 1910)
- 11 febbraio - Carlo Colombo, vescovo cattolico e teologo italiano (n. 1909)
- 11 febbraio - Bohumil Kudrna, canoista cecoslovacco (n. 1920)
- 11 febbraio - Alja Rachmanova, scrittrice e psicologa russa (n. 1898)
- 12 febbraio - Francesco Inverni, pittore e artista italiano (n. 1935)
- 12 febbraio - Eugène Kuborn, nuotatore e pallanuotista lussemburghese (n. 1902)
- 12 febbraio - Kari Lahti, cestista finlandese (n. 1946)
- 12 febbraio - Roger Patterson, bassista statunitense (n. 1968)
- 12 febbraio - Robert F. Wagner, jr., politico statunitense (n. 1910)
- 13 febbraio - Arno Breker, scultore tedesco (n. 1900)
- 13 febbraio - Giorgio Maurizio di Sassonia-Altenburg, nobile (n. 1900)
- 13 febbraio - Flaviano Labò, tenore italiano (n. 1927)
- 14 febbraio - José Adem, matematico messicano (n. 1921)
- 14 febbraio - Felix Gilbert, storico tedesco (n. 1905)
- 14 febbraio - John McCone, politico statunitense (n. 1902)
- 14 febbraio - Isidoro Meschi, presbitero e giornalista italiano (n. 1945)
- 14 febbraio - Mimma Mondadori, editrice e mercante d'arte italiana (n. 1924)
- 14 febbraio - Luigi Quagliata, architetto e urbanista italiano (n. 1899)
- 15 febbraio - Maceo Angeli, pittore italiano (n. 1908)
- 15 febbraio - David Herlihy, storico statunitense (n. 1930)
- 15 febbraio - Birger Malmsten, attore svedese (n. 1920)
- 15 febbraio - Ștefan Ströck, calciatore rumeno (n. 1901)
- 16 febbraio - Franco Bignotti, fumettista italiano (n. 1930)
- 16 febbraio - Pericle Maone, insegnante, scrittore e storico italiano (n. 1900)
- 17 febbraio - Gitta Alpár, cantante, attrice e soprano ungherese (n. 1903)
- 18 febbraio - Adolfo Agosti, calciatore italiano (n. 1912)
- 18 febbraio - Renate Kern, cantante tedesca (n. 1945)
- 19 febbraio - Milton S. Plesset, fisico statunitense (n. 1908)
- 19 febbraio - Ugo Procacci, storico dell'arte e funzionario italiano (n. 1905)
- 19 febbraio - Dámaso Rodríguez Martín, serial killer spagnolo (n. 1944)
- 20 febbraio - Maria Adriana Prolo, storica del cinema italiana (n. 1908)
- 21 febbraio - Nicola De Francesco, scultore e ceramista italiano (n. 1898)
- 21 febbraio - Margot Fonteyn, ballerina britannica (n. 1919)
- 21 febbraio - Nutan, attrice indiana (n. 1936)
- 22 febbraio - Andrés Mejuto, attore spagnolo (n. 1909)
- 22 febbraio - Atanasie Protopopescu, calciatore rumeno (n. 1900)
- 23 febbraio - Gösta Persson, nuotatore e pallanuotista svedese (n. 1904)
- 23 febbraio - Carlo Tolotti, matematico italiano (n. 1913)
- 24 febbraio - Georges Capdeville, arbitro di calcio francese (n. 1899)
- 24 febbraio - John Charles Daly, giornalista, conduttore radiofonico e conduttore televisivo statunitense (n. 1914)
- 24 febbraio - Héctor Rial, calciatore argentino (n. 1928)
- 24 febbraio - Jean Rogers, attrice statunitense (n. 1916)
- 24 febbraio - Lina Volonghi, attrice teatrale, attrice televisiva e attrice cinematografica italiana (n. 1916)
- 25 febbraio - Albino Baldan, canottiere italiano (n. 1925)
- 25 febbraio - Sverre Hansen, lunghista norvegese (n. 1899)
- 25 febbraio - Suleiman Ali Nashnush, cestista e attore libico (n. 1943)
- 25 febbraio - Otto Tibulski, calciatore tedesco (n. 1912)
- 25 febbraio - Igor' Vladimirovič Šatrov, regista sovietico (n. 1918)
- 26 febbraio - Abraham Charité, sollevatore olandese (n. 1917)
- 26 febbraio - Ángel Fernández Franco, criminale e attore spagnolo (n. 1960)
- 26 febbraio - Slim Gaillard, cantante, polistrumentista e attore statunitense (n. 1916)
- 27 febbraio - Nuccio Costa, conduttore televisivo italiano (n. 1925)
- 27 febbraio - Charles Duchaussois, scrittore francese (n. 1940)
- 27 febbraio - Luigi Perversi, calciatore italiano (n. 1906)
- 27 febbraio - Agostino Richelmy, poeta e traduttore italiano (n. 1900)
- 28 febbraio - Reinhard Bendix, sociologo tedesco (n. 1916)
- 28 febbraio - Pietro Cimatti, poeta, scrittore e pittore italiano (n. 1929)
- 28 febbraio - Wassily Hoeffding, statistico finlandese (n. 1914)
- 28 febbraio - Francesco Giuseppe del Liechtenstein, principe liechtensteinese (n. 1962)
- 28 febbraio - Sante Monachesi, artista, pittore e scultore italiano (n. 1910)
- 29 febbraio - Daigorō Kondō, calciatore giapponese (n. 1907)

## Marzo(106)
- 1º marzo - Edwin Land, inventore e imprenditore statunitense (n. 1909)
- 2 marzo - Serge Gainsbourg, cantautore, attore e regista francese (n. 1928)
- 2 marzo - Josef Stalder, ginnasta svizzero (n. 1919)
- 3 marzo - Mykola Bahlej, cestista sovietico (n. 1937)
- 3 marzo - Vance Colvig, attore, compositore e doppiatore statunitense (n. 1918)
- 3 marzo - Antoine Tassy, allenatore di calcio e calciatore haitiano (n. 1924)
- 4 marzo - Eberhard Trumler, zoologo e etologo austriaco (n. 1923)
- 6 marzo - Mario Della Grisa, calciatore italiano (n. 1905)
- 6 marzo - Mario Iovine, mafioso italiano (n. 1938)
- 6 marzo - Joseph Lockwood, imprenditore e produttore discografico britannico (n. 1904)
- 6 marzo - Horace Winchell Magoun, fisiologo statunitense (n. 1907)
- 6 marzo - Salvo Randone, attore italiano (n. 1906)
- 7 marzo - John Bartha, attore ungherese (n. 1915)
- 7 marzo - Cool Papa Bell, giocatore di baseball statunitense (n. 1903)
- 7 marzo - Bruno Venturini, calciatore italiano (n. 1911)
- 8 marzo - John Bellairs, romanziere statunitense (n. 1938)
- 8 marzo - Maria Eisner, fotografa statunitense (n. 1909)
- 8 marzo - Pasquale Maulini, politico e partigiano italiano (n. 1925)
- 8 marzo - Edward Stierle, ballerino e coreografo statunitense (n. 1968)
- 9 marzo - Ely do Amparo, calciatore brasiliano (n. 1921)
- 9 marzo - Tomojirō Ikenouchi, insegnante e compositore giapponese (n. 1906)
- 10 marzo - Fumio Itō, pilota motociclistico giapponese (n. 1939)
- 10 marzo - Etheridge Knight, poeta statunitense (n. 1931)
- 11 marzo - Gastone Breddo, pittore italiano (n. 1915)
- 11 marzo - Eric Brochon, pallanuotista svizzero (n. 1905)
- 11 marzo - Gioacchino Dolci, disegnatore, antifascista e imprenditore italiano (n. 1904)
- 12 marzo - José Maria Antunes, allenatore di calcio e calciatore portoghese (n. 1913)
- 12 marzo - LeRoy Collins, politico e avvocato statunitense (n. 1909)
- 12 marzo - Bruno Confortola, sciatore alpino italiano (n. 1953)
- 12 marzo - Étienne Decroux, attore teatrale e mimo francese (n. 1898)
- 12 marzo - William Heinesen, scrittore, poeta e pittore faroese (n. 1900)
- 12 marzo - Luigi Longanesi Cattani, militare italiano (n. 1908)
- 12 marzo - Nicola Rossi-Lemeni, basso italiano (n. 1920)
- 13 marzo - Josef Manger, sollevatore tedesco (n. 1913)
- 13 marzo - Max Poll, ittiologo belga (n. 1908)
- 13 marzo - Gaetano Pollio, arcivescovo cattolico e missionario italiano (n. 1911)
- 13 marzo - Raffaello Arcangelo Salimbeni, scultore e pittore italiano (n. 1914)
- 14 marzo - Howard Ashman, paroliere, librettista e regista teatrale statunitense (n. 1950)
- 14 marzo - Carmelio Conz, antifascista e partigiano italiano (n. 1917)
- 14 marzo - Doc Pomus, cantante e cantautore statunitense (n. 1925)
- 14 marzo - Margery Sharp, scrittrice inglese (n. 1905)
- 15 marzo - Miodrag Bulatović, romanziere e drammaturgo serbo (n. 1930)
- 15 marzo - Robert Busnel, cestista, allenatore di pallacanestro e dirigente sportivo francese (n. 1914)
- 15 marzo - Celestino Camilla, ciclista su strada italiano (n. 1917)
- 15 marzo - Bud Freeman, sassofonista, compositore e direttore d'orchestra statunitense (n. 1906)
- 15 marzo - Robert Hill, biochimico britannico (n. 1899)
- 15 marzo - George Sherman, regista statunitense (n. 1908)
- 16 marzo - Carlo Belli, giornalista, scrittore e critico d'arte italiano (n. 1903)
- 16 marzo - James Darcy Freeman, cardinale e arcivescovo cattolico australiano (n. 1907)
- 16 marzo - Trude Herr, attrice, cantante e direttrice teatrale tedesca (n. 1927)
- 16 marzo - Walter Georg Kühne, paleontologo tedesco (n. 1911)
- 16 marzo - Santa Scorese, italiana (n. 1968)
- 17 marzo - Carl Aarvold, giudice, avvocato e dirigente sportivo britannico (n. 1907)
- 17 marzo - Enrico Camici, fantino italiano (n. 1912)
- 17 marzo - Carlo Donat-Cattin, sindacalista e politico italiano (n. 1919)
- 18 marzo - Aladár Bitskey, nuotatore ungherese (n. 1905)
- 18 marzo - Vilma Bánky, attrice ungherese (n. 1901)
- 18 marzo - Rodolfo Debenedetti, ingegnere e imprenditore italiano (n. 1892)
- 18 marzo - Dezider Kardoš, compositore slovacco (n. 1914)
- 18 marzo - Silvio Omizzolo, pianista e compositore italiano (n. 1905)
- 18 marzo - Robert Traver, scrittore statunitense (n. 1903)
- 19 marzo - Mario Boneschi, avvocato e giurista italiano (n. 1907)
- 19 marzo - Godfred Bysheim, calciatore norvegese (n. 1910)
- 19 marzo - Bruno Kessler, politico italiano (n. 1924)
- 19 marzo - Carina Massone Negrone, aviatrice italiana (n. 1911)
- 19 marzo - Fred Pittino, pittore italiano (n. 1906)
- 19 marzo - Alide Maria Salvetta, soprano italiano (n. 1941)
- 19 marzo - Fulvio Setti, militare, aviatore e ostacolista italiano (n. 1914)
- 20 marzo - Dimitrie Onofrei, tenore rumeno (n. 1897)
- 21 marzo - Leo Fender, liutaio e imprenditore statunitense (n. 1909)
- 22 marzo - Gloria Holden, attrice statunitense (n. 1903)
- 22 marzo - Adrie Lasterie, nuotatrice olandese (n. 1943)
- 22 marzo - Alberico Motolese, politico italiano (n. 1902)
- 22 marzo - Antonio Natali, politico italiano (n. 1921)
- 23 marzo - Elisaveta Bagrjana, poetessa bulgara (n. 1893)
- 23 marzo - Susumu Fujita, attore giapponese (n. 1912)
- 23 marzo - Innozenz Stangl, ginnasta tedesco (n. 1911)
- 23 marzo - Felice Tantardini, religioso italiano (n. 1898)
- 23 marzo - Lars-Erik Wolfbrandt, velocista e mezzofondista svedese (n. 1928)
- 24 marzo - Gaetano Di Maio, commediografo e poeta italiano (n. 1927)
- 24 marzo - John Kerr, avvocato e politico australiano (n. 1914)
- 25 marzo - Robert Duis, cestista tedesco (n. 1913)
- 25 marzo - Riccardo Fellini, attore e regista italiano (n. 1921)
- 25 marzo - Marcel Lefebvre, arcivescovo cattolico francese (n. 1905)
- 25 marzo - Wolfgang Müller-Wiener, storico dell'architettura e archeologo tedesco (n. 1923)
- 25 marzo - Mauro Spagnoletti, educatore, storico e giornalista italiano (n. 1922)
- 25 marzo - Ernesto Vercesi, politico italiano (n. 1920)
- 26 marzo - Karel Burkert, calciatore cecoslovacco (n. 1909)
- 26 marzo - Giovanni De Simone, ceramista italiano (n. 1930)
- 26 marzo - Herbert Dörner, calciatore tedesco (n. 1930)
- 26 marzo - Henri Lhote, archeologo francese (n. 1903)
- 26 marzo - Ezio Marano, attore italiano (n. 1927)
- 27 marzo - Alfredo Campoli, violinista inglese (n. 1906)
- 27 marzo - Heinrich Gerlach, scrittore tedesco (n. 1908)
- 27 marzo - Aldo Ray, attore statunitense (n. 1926)
- 27 marzo - Igor' Rëmin, calciatore sovietico (n. 1940)
- 28 marzo - Rodolfo Bonetto, designer e batterista italiano (n. 1929)
- 28 marzo - Ettore De Michele, dirigente sportivo, arbitro di calcio e calciatore italiano (n. 1890)
- 28 marzo - Livia De Stefani, scrittrice italiana (n. 1913)
- 28 marzo - Carlos Montalbán, attore messicano (n. 1903)
- 29 marzo - Lee Atwater, politico statunitense (n. 1951)
- 29 marzo - Guy Bourdin, fotografo francese (n. 1928)
- 29 marzo - Hans Stark, militare tedesco (n. 1921)
- 30 marzo - Andrée Brunet, pattinatrice artistica su ghiaccio francese (n. 1901)
- 30 marzo - Enzo Guarini, cantautore, attore e conduttore televisivo italiano (n. 1932)
- 31 marzo - John Carter, musicista e compositore statunitense (n. 1929)

## Aprile(110)
- 1º aprile - Jesús Antonio Castro Becerra, vescovo cattolico colombiano (n. 1908)
- 1º aprile - Martha Graham, danzatrice e coreografa statunitense (n. 1894)
- 1º aprile - Gian Carlo Grassi, alpinista italiano (n. 1946)
- 1º aprile - Jaime Guzmán, politico e giurista cileno (n. 1946)
- 1º aprile - Haim Hanani, matematico polacco (n. 1912)
- 1º aprile - Paulo Muwanga, politico ugandese (n. 1924)
- 1º aprile - Detlev Karsten Rohwedder, manager e politico tedesco (n. 1932)
- 2 aprile - Gisa Geert, coreografa e attrice austriaca (n. 1900)
- 2 aprile - Ken Gunning, cestista e allenatore di pallacanestro statunitense (n. 1914)
- 2 aprile - António Reis, regista, attore e poeta portoghese (n. 1927)
- 3 aprile - Graham Greene, scrittore, drammaturgo e sceneggiatore britannico (n. 1904)
- 3 aprile - Tatul Krpeyan, partigiano armeno (n. 1965)
- 4 aprile - Edmund Adamkiewicz, calciatore tedesco (n. 1920)
- 4 aprile - Paulo César de Araújo, calciatore brasiliano (n. 1934)
- 4 aprile - Charles Duits, scrittore, pittore e poeta francese (n. 1925)
- 4 aprile - Max Frisch, scrittore e architetto svizzero (n. 1911)
- 4 aprile - Louiguy, compositore francese (n. 1916)
- 4 aprile - Henry John Heinz III, politico e imprenditore statunitense (n. 1938)
- 4 aprile - Giuseppe Soncini, partigiano e politico italiano (n. 1926)
- 5 aprile - Antonín Bradáč, calciatore cecoslovacco (n. 1920)
- 5 aprile - Mario Brancacci, umorista e sceneggiatore italiano (n. 1910)
- 5 aprile - Sonny Carter, astronauta e medico statunitense (n. 1947)
- 5 aprile - William Sidney, militare e politico britannico (n. 1909)
- 5 aprile - Renato Turi, attore, doppiatore e direttore del doppiaggio italiano (n. 1920)
- 6 aprile - Bill Ponsford, crickettista australiano (n. 1900)
- 7 aprile - Giovanni Battista Carron, politico e partigiano italiano (n. 1910)
- 7 aprile - Ruth Page, ballerina e coreografa statunitense (n. 1899)
- 7 aprile - Vera Slonim, traduttrice russa (n. 1902)
- 7 aprile - Alcide Ticò, scultore italiano (n. 1911)
- 8 aprile - Dead, cantautore svedese (n. 1969)
- 8 aprile - Emmanuel Mwape, calciatore zambiano (n. 1950)
- 9 aprile - Marino Bon Valsassina, giurista italiano (n. 1921)
- 9 aprile - Norris Bowden, pattinatore artistico su ghiaccio canadese (n. 1926)
- 9 aprile - Antoine Dignef, ciclista su strada belga (n. 1910)
- 9 aprile - Forrest Towns, ostacolista statunitense (n. 1914)
- 10 aprile - Otto Berg, lunghista norvegese (n. 1906)
- 10 aprile - Wilma Dias, attrice, ballerina e showgirl brasiliana (n. 1954)
- 10 aprile - Kevin Peter Hall, attore statunitense (n. 1955)
- 10 aprile - Natalie Schafer, attrice statunitense (n. 1900)
- 10 aprile - Wu Yin, attrice cinese (n. 1909)
- 11 aprile - Fredson Bowers, filologo e bibliografo statunitense (n. 1905)
- 11 aprile - Ferdinand Faczinek, calciatore e allenatore di calcio cecoslovacco (n. 1911)
- 11 aprile - Lionello Levi Sandri, giurista, partigiano e antifascista italiano (n. 1910)
- 11 aprile - Syria Poletti, scrittrice, saggista e poetessa italiana (n. 1917)
- 12 aprile - Domenico Latanza, politico italiano (n. 1908)
- 12 aprile - Tom Rosqui, attore statunitense (n. 1928)
- 13 aprile - Kalevi Laurila, fondista finlandese (n. 1937)
- 13 aprile - Uberto Pallastrelli, pittore italiano (n. 1904)
- 14 aprile - Inaco Biancalana, scultore italiano (n. 1912)
- 14 aprile - Riccardo Mantoni, regista, doppiatore e autore televisivo italiano (n. 1918)
- 14 aprile - Randolfo Pacciardi, politico, antifascista e militare italiano (n. 1899)
- 15 aprile - Vincenzo Biani, generale e aviatore italiano (n. 1901)
- 15 aprile - Enrico Spadola, politico e avvocato italiano (n. 1920)
- 15 aprile - Erich Zander, hockeista su prato tedesco (n. 1905)
- 16 aprile - Roman Jasiński, ballerino polacco (n. 1907)
- 16 aprile - David Lean, regista, sceneggiatore e attore britannico (n. 1908)
- 16 aprile - Riccardo Manzi, vignettista e pittore italiano (n. 1913)
- 16 aprile - Sergio Peresson, liutaio italiano (n. 1913)
- 17 aprile - Giovanni Malagodi, politico italiano (n. 1904)
- 17 aprile - Édouard Wawrzeniak, calciatore francese (n. 1912)
- 17 aprile - Jack Yellen, paroliere, compositore e sceneggiatore statunitense (n. 1892)
- 18 aprile - Giuseppe Crivelli, bobbista italiano (n. 1896)
- 18 aprile - Austin Bradford Hill, epidemiologo e statistico britannico (n. 1897)
- 19 aprile - André Houška, calciatore cecoslovacco (n. 1926)
- 20 aprile - Hiroyuki Ebihara, pugile giapponese (n. 1940)
- 20 aprile - Josef Kaiml, calciatore cecoslovacco (n. 1926)
- 20 aprile - Steve Marriott, musicista e cantante britannico (n. 1947)
- 20 aprile - Emmanuel Kiwanuka Nsubuga, cardinale e arcivescovo cattolico ugandese (n. 1914)
- 20 aprile - Don Siegel, regista, montatore e produttore cinematografico statunitense (n. 1912)
- 20 aprile - Yumjaagiin Tsedenbal, politico e militare mongolo (n. 1916)
- 21 aprile - Willi Boskovsky, violinista e direttore d'orchestra austriaco (n. 1909)
- 21 aprile - Jim Bulloch, allenatore di pallacanestro canadese (n. 1920)
- 21 aprile - Bernard Laidebeur, velocista francese (n. 1942)
- 21 aprile - Oksana Trofimovna Pavlenko, pittrice sovietica (n. 1896)
- 22 aprile - Jack Kid Berg, pugile britannico (n. 1909)
- 22 aprile - Teodoro Kovacich, calciatore italiano (n. 1907)
- 22 aprile - Mikheil Meskhi, calciatore sovietico (n. 1937)
- 22 aprile - Sylvio Pirillo, calciatore e allenatore di calcio brasiliano (n. 1916)
- 23 aprile - Johnny Thunders, cantante, chitarrista e paroliere statunitense (n. 1952)
- 23 aprile - Luigi Tito, pittore italiano (n. 1907)
- 24 aprile - Mario Acchini, canottiere italiano (n. 1915)
- 24 aprile - Pietro Fadda, politico italiano (n. 1913)
- 24 aprile - Francis Josse, fumettista e illustratore francese (n. 1915)
- 24 aprile - József Pálinkás, calciatore ungherese (n. 1912)
- 24 aprile - Marie-Claire Solleville, sceneggiatrice e traduttrice francese (n. 1927)
- 25 aprile - Lando Degoli, personaggio televisivo italiano (n. 1919)
- 25 aprile - Giovanni Greselin, calciatore italiano (n. 1920)
- 25 aprile - Michael Kühnen, politico tedesco (n. 1955)
- 25 aprile - Theo Laseroms, allenatore di calcio e calciatore olandese (n. 1940)
- 25 aprile - Vito Raia, politico e sindacalista italiano (n. 1927)
- 25 aprile - Antônio de Castro Mayer, vescovo cattolico brasiliano (n. 1904)
- 26 aprile - Leo Arnaud, compositore francese (n. 1904)
- 26 aprile - Carmine Coppola, compositore, direttore d'orchestra e flautista statunitense (n. 1910)
- 26 aprile - A. B. Guthrie Jr., scrittore, sceneggiatore e giornalista statunitense (n. 1901)
- 26 aprile - Lars Hall, pentatleta svedese (n. 1927)
- 26 aprile - Walter Reder, ufficiale e criminale di guerra tedesco (n. 1915)
- 26 aprile - Emanuele Sertorio, tennista e pilota di rally italiano
- 26 aprile - Marie-Thérèse d'Alverny, storica e bibliotecaria francese (n. 1903)
- 27 aprile - Joe Urso, cestista e allenatore di pallacanestro statunitense (n. 1916)
- 28 aprile - Ken Curtis, attore statunitense (n. 1916)
- 28 aprile - Jean Goujon, pistard francese (n. 1914)
- 28 aprile - Nicola Manzari, scrittore e sceneggiatore italiano (n. 1908)
- 28 aprile - Harry Sorensen, cestista statunitense (n. 1914)
- 28 aprile - Stan Turner, calciatore britannico (n. 1926)
- 28 aprile - Willy von Känel, calciatore svizzero (n. 1909)
- 29 aprile - Gonzaguinha, musicista e cantante brasiliano (n. 1945)
- 29 aprile - Jackie Searl, attore statunitense (n. 1921)
- 30 aprile - Ghislaine Dommanget, attrice teatrale francese (n. 1900)
- 30 aprile - André Fraigneau, scrittore, curatore editoriale e latinista francese (n. 1905)
- 30 aprile - Roy Seawright, effettista statunitense (n. 1905)

## Maggio(114)
- 1º maggio - Mary McAllister, attrice statunitense (n. 1909)
- 1º maggio - Cesare Merzagora, politico e dirigente d'azienda italiano (n. 1898)
- 1º maggio - Richard Thorpe, regista e sceneggiatore statunitense (n. 1896)
- 2 maggio - Luigi Burtulo, politico italiano (n. 1918)
- 2 maggio - Richard Threlkeld Cox, fisico e statistico statunitense (n. 1898)
- 2 maggio - Robert Elter, calciatore lussemburghese (n. 1899)
- 2 maggio - José Jorge González, calciatore argentino (n. 1944)
- 3 maggio - Mohammed Abdel Wahab, attore, cantante e compositore egiziano (n. 1902)
- 3 maggio - Silvano Baresi, politico italiano (n. 1914)
- 3 maggio - Harry Gibson, pianista e cantautore statunitense (n. 1915)
- 3 maggio - Jerzy Kosinski, scrittore polacco (n. 1933)
- 3 maggio - Günther Noack, pattinatore artistico su ghiaccio tedesco (n. 1912)
- 3 maggio - Georges Wellers, storico e chimico francese (n. 1905)
- 4 maggio - Luigi Facelli, ostacolista e velocista italiano (n. 1898)
- 4 maggio - Mohammed Khadda, pittore e scultore algerino (n. 1930)
- 5 maggio - Theo Pinkus, pubblicista e editore svizzero (n. 1909)
- 5 maggio - Francesco Rier, calciatore italiano (n. 1908)
- 5 maggio - Richard A. Teague, designer statunitense (n. 1923)
- 6 maggio - Wilfrid Hyde-White, attore inglese (n. 1903)
- 6 maggio - Guido Martina, fumettista, drammaturgo e regista italiano (n. 1906)
- 6 maggio - Herbert Schäfer, calciatore tedesco (n. 1927)
- 6 maggio - Aldo Tomassini, scenografo italiano (n. 1912)
- 7 maggio - Hans Bender, medico e psicologo tedesco (n. 1907)
- 7 maggio - Franco D'Attoma, imprenditore e dirigente sportivo italiano (n. 1923)
- 7 maggio - Eugenio Plaja, diplomatico italiano (n. 1914)
- 7 maggio - Wolfgang Reichmann, attore tedesco (n. 1932)
- 8 maggio - Joseph Kramm, drammaturgo statunitense (n. 1907)
- 8 maggio - Jean Langlais, organista e compositore francese (n. 1907)
- 8 maggio - Rudolf Serkin, pianista austriaco (n. 1903)
- 9 maggio - Ralph Breyer, nuotatore statunitense (n. 1904)
- 9 maggio - Janka Djagileva, cantautrice e poetessa sovietica (n. 1966)
- 9 maggio - István Messzi, sollevatore ungherese (n. 1961)
- 10 maggio - Béla Balassa, economista ungherese (n. 1928)
- 10 maggio - Francisco Peralta, calciatore spagnolo (n. 1919)
- 10 maggio - Edoardo Ratti, calciatore italiano (n. 1908)
- 10 maggio - Jörgen Smit, pedagogista norvegese (n. 1916)
- 10 maggio - Georg Strobl, hockeista su ghiaccio tedesco (n. 1910)
- 11 maggio - Dino Di Luca, cantante e attore italiano (n. 1903)
- 11 maggio - Ho Dam, politico nordcoreano (n. 1929)
- 11 maggio - Angelo Custode Masciale, politico italiano (n. 1918)
- 13 maggio - Abderrahmane Farès, politico algerino (n. 1911)
- 13 maggio - Pasquale Saraceno, economista italiano (n. 1903)
- 14 maggio - Venerando Correnti, antropologo italiano (n. 1909)
- 14 maggio - Aladár Gerevich, schermidore ungherese (n. 1910)
- 14 maggio - Jiang Qing, politica cinese (n. 1914)
- 14 maggio - Etelredo Pascolo, politico e giornalista italiano (n. 1898)
- 15 maggio - Shintarō Abe, politico giapponese (n. 1924)
- 15 maggio - Giampiero Albertini, attore e doppiatore italiano (n. 1927)
- 15 maggio - Amadou Hampâté Bâ, scrittore, filosofo e antropologo maliano (n. 1901)
- 15 maggio - Ronald Lacey, attore britannico (n. 1935)
- 15 maggio - Fritz Riess, pilota automobilistico tedesco (n. 1922)
- 15 maggio - Eileen Sedgwick, attrice statunitense (n. 1898)
- 17 maggio - Remigio Ferretti, letterato, saggista e poeta italiano (n. 1921)
- 17 maggio - Osvaldo Ferrini, calciatore e allenatore di calcio italiano (n. 1914)
- 17 maggio - Göthe Grefbo, attore svedese (n. 1921)
- 17 maggio - Tom Trana, pilota automobilistico svedese (n. 1937)
- 17 maggio - Angelo Vicari, poliziotto e prefetto italiano (n. 1908)
- 18 maggio - Artūras Andrulis, cestista e calciatore lituano (n. 1918)
- 18 maggio - Edwina Booth, attrice statunitense (n. 1904)
- 18 maggio - Muriel Box, sceneggiatrice e regista britannica (n. 1905)
- 18 maggio - Nicholas Thomas Elko, arcivescovo cattolico statunitense (n. 1909)
- 18 maggio - Hoàng Văn Hoan, politico vietnamita (n. 1905)
- 18 maggio - Zdzisław Kostrzewa, calciatore polacco (n. 1955)
- 18 maggio - Rudolf Nierlich, sciatore alpino austriaco (n. 1966)
- 19 maggio - Gabino Arregui, calciatore argentino (n. 1914)
- 19 maggio - Wim Lakenberg, calciatore olandese (n. 1921)
- 19 maggio - Mario Panzeri, paroliere e compositore italiano (n. 1911)
- 19 maggio - Gonario Pinna, avvocato, saggista e scrittore italiano (n. 1898)
- 20 maggio - Michel Gauquelin, psicologo, statistico e astrologo francese (n. 1928)
- 21 maggio - Ioan Petru Culianu, storico delle religioni, scrittore e filosofo romeno (n. 1950)
- 21 maggio - Nicholas Dante, librettista e ballerino statunitense (n. 1941)
- 21 maggio - Rajiv Gandhi, politico indiano (n. 1944)
- 21 maggio - Renato Mieli, giornalista italiano (n. 1912)
- 21 maggio - Thenmuli Rajaratnam, terrorista indiana (n. 1974)
- 21 maggio - Toni Seven, attrice e modella statunitense (n. 1922)
- 22 maggio - Lino Brocka, regista e sceneggiatore filippino (n. 1939)
- 22 maggio - Jakob Mil'man, ingegnere ucraino (n. 1911)
- 22 maggio - Stan Mortensen, calciatore e allenatore di calcio inglese (n. 1921)
- 23 maggio - Luigi Faggioni, ammiraglio italiano (n. 1909)
- 23 maggio - Gino Giaroli, allenatore di calcio e calciatore italiano (n. 1924)
- 23 maggio - Piero Guarino, pianista, direttore d'orchestra e compositore italiano (n. 1919)
- 23 maggio - Wilhelm Kempff, pianista, organista e compositore tedesco (n. 1895)
- 23 maggio - René Lefèvre, attore francese (n. 1898)
- 23 maggio - Fletcher Markle, regista e produttore cinematografico statunitense (n. 1921)
- 23 maggio - Edmond Michiels, pallanuotista belga (n. 1913)
- 23 maggio - Jean Van Houtte, politico belga (n. 1907)
- 24 maggio - Gene Clark, cantautore statunitense (n. 1944)
- 25 maggio - Ilse Lichtenstädter, orientalista tedesca (n. 1907)
- 25 maggio - Miria di San Servolo, attrice e costumista italiana (n. 1923)
- 26 maggio - Gerald Birks, aviatore canadese (n. 1894)
- 26 maggio - Tom Eyen, drammaturgo, librettista e paroliere statunitense (n. 1940)
- 26 maggio - Léon Gischia, pittore francese (n. 1903)
- 26 maggio - Eugène Lourié, regista francese (n. 1905)
- 26 maggio - Armando Saitta, storico italiano (n. 1919)
- 26 maggio - Parker Vooris, bobbista statunitense (n. 1912)
- 27 maggio - Aldo Amaduzzi, economista italiano (n. 1904)
- 27 maggio - Renzo Helfer, politico italiano (n. 1914)
- 27 maggio - Lorenzo Provvedi, fantino italiano (n. 1911)
- 28 maggio - Wilhelmina Marguerita Crosson, docente e educatrice statunitense (n. 1900)
- 28 maggio - Mario Marchesani, generale italiano (n. 1908)
- 28 maggio - Walter Steinbauer, bobbista tedesco (n. 1945)
- 29 maggio - Armando Bonato, fumettista italiano (n. 1923)
- 29 maggio - Coral Browne, attrice australiana (n. 1913)
- 29 maggio - Ugo Massocco, ciclista su strada italiano (n. 1928)
- 30 maggio - Filip Bonačić, pallanuotista jugoslavo (n. 1911)
- 30 maggio - Francesco Meregalli, allenatore di calcio e calciatore italiano (n. 1918)
- 30 maggio - Eugene Oberst, giavellottista, giocatore di football americano e allenatore di football americano statunitense (n. 1901)
- 30 maggio - Francesco Ricci, presbitero italiano (n. 1930)
- 31 maggio - Paul Campani, animatore, fumettista e regista italiano (n. 1923)
- 31 maggio - Phyllis Danaher, ballerina, insegnante e coreografa australiana (n. 1908)
- 31 maggio - Marino Gentile, filosofo e pedagogista italiano (n. 1906)
- 31 maggio - Magnus Hestenes, matematico statunitense (n. 1906)
- 31 maggio - Hans Schwartz, calciatore tedesco (n. 1913)
- 31 maggio - Angus Wilson, scrittore britannico (n. 1913)

## Giugno(99)
- 1º giugno - David Ruffin, cantante e musicista statunitense (n. 1941)
- 2 giugno - Per Frøistad, calciatore norvegese (n. 1911)
- 3 giugno - Vince Colletta, fumettista statunitense (n. 1923)
- 3 giugno - Raffaele Costantino, calciatore e allenatore di calcio italiano (n. 1907)
- 3 giugno - Maurice Krafft, vulcanologo francese (n. 1946)
- 3 giugno - Katia Krafft, vulcanologa francese (n. 1942)
- 3 giugno - Eva Le Gallienne, regista, attrice e produttrice cinematografica statunitense (n. 1899)
- 3 giugno - István Magda, calciatore ungherese (n. 1911)
- 3 giugno - Andy Milligan, regista e produttore cinematografico statunitense (n. 1929)
- 4 giugno - Martha Del Vecchio, pianista italiana (n. 1906)
- 4 giugno - MC Trouble, rapper statunitense (n. 1970)
- 5 giugno - Frederik Belinfante, fisico e docente olandese (n. 1913)
- 5 giugno - Ho Jong-suk, politica e attivista nordcoreana (n. 1908)
- 5 giugno - Carl-Erik Holmberg, calciatore svedese (n. 1906)
- 5 giugno - Barry Kelley, attore statunitense (n. 1908)
- 5 giugno - Larry Kert, attore, cantante e ballerino statunitense (n. 1930)
- 5 giugno - Min Chueh Chang, biologo cinese (n. 1908)
- 5 giugno - Arthur Trudeau, generale statunitense (n. 1902)
- 6 giugno - Antoine Blondin, scrittore francese (n. 1922)
- 6 giugno - Gianni De Luca, fumettista, illustratore e pittore italiano (n. 1927)
- 6 giugno - Stan Getz, sassofonista statunitense (n. 1927)
- 7 giugno - Aldo Mairano, imprenditore e dirigente sportivo italiano (n. 1898)
- 7 giugno - Sid McMeekan, cestista britannico (n. 1925)
- 7 giugno - Ercole Ottaviano, genetista italiano (n. 1937)
- 8 giugno - Claudio Arrau, pianista cileno (n. 1903)
- 8 giugno - Heidi Brühl, cantante e attrice tedesca (n. 1942)
- 8 giugno - Maurice Huet, schermidore francese (n. 1918)
- 8 giugno - Libero Mancone, mafioso italiano (n. 1949)
- 8 giugno - Wilhelm Szewczyk, scrittore, poeta e traduttore polacco (n. 1916)
- 9 giugno - Howard Hobson, cestista, giocatore di baseball e allenatore di pallacanestro statunitense (n. 1903)
- 9 giugno - Raj Khosla, regista, sceneggiatore e produttore cinematografico indiano (n. 1925)
- 9 giugno - Gian Carlo Ronchetti, bobbista italiano (n. 1913)
- 10 giugno - Ambrogio Donini, politico e storico italiano (n. 1903)
- 10 giugno - Jack Purcell, giocatore di badminton canadese (n. 1903)
- 10 giugno - Vercors, scrittore e illustratore francese (n. 1902)
- 12 giugno - Alexander Baring, VI barone Ashburton, politico inglese (n. 1898)
- 12 giugno - Giovanni Battista Cesana, missionario e vescovo cattolico italiano (n. 1899)
- 12 giugno - Eric Smith, allenatore di calcio e calciatore scozzese (n. 1934)
- 13 giugno - Ubaldesco Baldi, tiratore a volo italiano (n. 1944)
- 13 giugno - Gearóid Ó Cuinneagáin, politico irlandese (n. 1910)
- 13 giugno - Bertha Teague, allenatrice di pallacanestro statunitense (n. 1898)
- 14 giugno - Peggy Ashcroft, attrice britannica (n. 1907)
- 14 giugno - Stefano Canzio, giornalista e regista italiano (n. 1915)
- 14 giugno - Bernard Miles, attore e direttore teatrale britannico (n. 1907)
- 14 giugno - John Pilch, cestista statunitense (n. 1925)
- 14 giugno - Frank Valentino, baritono statunitense (n. 1907)
- 15 giugno - Happy Chandler, politico e dirigente sportivo statunitense (n. 1898)
- 15 giugno - Chris Fuhrman, scrittore statunitense (n. 1960)
- 15 giugno - W. Arthur Lewis, economista e docente santaluciano (n. 1915)
- 15 giugno - Tonino Micheluzzi, attore e drammaturgo italiano (n. 1923)
- 15 giugno - Sesto Prete, filologo e paleografo italiano (n. 1919)
- 15 giugno - Pietro Rossano, vescovo cattolico e teologo italiano (n. 1923)
- 15 giugno - Les Selvage, cestista statunitense (n. 1943)
- 15 giugno - Yehoshua Shneur Zalman Serebryanski, rabbino, mistico e educatore bielorusso (n. 1904)
- 15 giugno - Giovanni Sodano, politico italiano (n. 1901)
- 16 giugno - Luigi Casalino, calciatore italiano (n. 1911)
- 17 giugno - Guy Huguet, calciatore francese (n. 1923)
- 18 giugno - Joan Caulfield, attrice statunitense (n. 1922)
- 18 giugno - Leonida Frascarelli, ciclista su strada italiano (n. 1906)
- 18 giugno - Silvano Nebl, pittore, incisore e scultore italiano (n. 1934)
- 18 giugno - Gaspare Palmeri, italiano (n. 1930)
- 18 giugno - Julijonas Steponavičius, arcivescovo cattolico lituano (n. 1911)
- 19 giugno - Jean Arthur, attrice statunitense (n. 1900)
- 19 giugno - Antonio del Amo, regista e sceneggiatore spagnolo (n. 1911)
- 20 giugno - Malcolm Frager, pianista statunitense (n. 1935)
- 21 giugno - Julio Gallardo, calciatore cileno (n. 1942)
- 21 giugno - Martin Rosenblatt, attore statunitense (n. 1917)
- 21 giugno - Klaus Schwarzkopf, attore e doppiatore tedesco (n. 1922)
- 21 giugno - Toshihiro Shimamura, giocatore di go giapponese (n. 1912)
- 21 giugno - Sandro Stucchi, archeologo italiano (n. 1922)
- 22 giugno - Luigi Infantino, tenore italiano (n. 1921)
- 22 giugno - Romano Penzo, calciatore e allenatore di calcio italiano (n. 1920)
- 22 giugno - Michael Westphal, tennista tedesco (n. 1965)
- 23 giugno - Cyril Aldred, egittologo britannico (n. 1914)
- 23 giugno - António Jacinto, poeta angolano (n. 1924)
- 23 giugno - Piero Lulli, attore italiano (n. 1923)
- 23 giugno - Michael Pfleghar, regista e sceneggiatore tedesco (n. 1933)
- 24 giugno - Czesław Białas, sollevatore polacco (n. 1931)
- 24 giugno - Giovanna Boccalini, docente, partigiana e sindacalista italiana (n. 1901)
- 24 giugno - Franz Hengsbach, cardinale e vescovo cattolico tedesco (n. 1910)
- 24 giugno - Nitty Gritty, cantautore giamaicano (n. 1958)
- 24 giugno - Sumner Locke Elliott, scrittore, commediografo e sceneggiatore australiano (n. 1917)
- 24 giugno - Lea Padovani, attrice italiana (n. 1923)
- 24 giugno - Rufino Tamayo, pittore e incisore messicano (n. 1899)
- 26 giugno - Domina Jalbert, inventore canadese (n. 1904)
- 26 giugno - Öllegård Wellton, attrice svedese (n. 1932)
- 27 giugno - Klaas Bruinsma, criminale olandese (n. 1953)
- 27 giugno - Vincenzo Busacchi, medico e storico italiano (n. 1907)
- 27 giugno - Klemens Großimlinghaus, ciclista su strada e pistard tedesco (n. 1941)
- 28 giugno - Arnold Kieffer, calciatore lussemburghese (n. 1910)
- 28 giugno - Hans Nüsslein, tennista e allenatore di tennis tedesco (n. 1910)
- 28 giugno - Nikolas Vogel, attore e giornalista tedesco (n. 1967)
- 28 giugno - Norbert Werner, giornalista austriaco
- 29 giugno - Henri Lefebvre, filosofo, sociologo e geografo francese (n. 1901)
- 29 giugno - Margaret Suckley, archivista statunitense (n. 1891)
- 30 giugno - Tamara Chanum, ballerina, coreografa e attrice sovietica (n. 1906)
- 30 giugno - Michail Erëmin, calciatore sovietico (n. 1968)
- 30 giugno - John B. Goodman, scenografo statunitense (n. 1901)
- 30 giugno - Hisao Tanaka, wrestler statunitense (n. 1921)

## Luglio(106)
- 1º luglio - Alfred Eisenbeisser, calciatore e pattinatore artistico su ghiaccio rumeno (n. 1908)
- 1º luglio - Joachim Kroll, serial killer tedesco (n. 1933)
- 1º luglio - Michael Landon, attore, regista e produttore televisivo statunitense (n. 1936)
- 2 luglio - Bruno Engelmeier, calciatore austriaco (n. 1927)
- 2 luglio - Lee Remick, attrice statunitense (n. 1935)
- 2 luglio - Ermanno Scaramuzzi, calciatore italiano (n. 1927)
- 3 luglio - Ada Buffulini, antifascista italiana (n. 1912)
- 3 luglio - Ferdinand Denzler, pallanuotista svizzero (n. 1909)
- 3 luglio - Doro Levi, archeologo e storico dell'arte italiano (n. 1898)
- 3 luglio - Domingo Tarasconi, calciatore argentino (n. 1903)
- 3 luglio - Jimmy Van Alen, dirigente sportivo statunitense (n. 1902)
- 4 luglio - Guglielmo Cappelletti, politico italiano (n. 1907)
- 4 luglio - Victor Chang, medico cinese (n. 1936)
- 4 luglio - Hugo Lepe, calciatore cileno (n. 1934)
- 5 luglio - Mildred Dunnock, attrice e insegnante statunitense (n. 1901)
- 5 luglio - Howard Nemerov, poeta statunitense (n. 1920)
- 6 luglio - Pierino Azimonti, politico italiano (n. 1909)
- 6 luglio - Renée Garilhe, schermitrice francese (n. 1923)
- 6 luglio - Anton Jugov, politico bulgaro (n. 1914)
- 6 luglio - Muda Lawal, calciatore nigeriano (n. 1954)
- 7 luglio - André Busch, pallanuotista francese (n. 1913)
- 7 luglio - Nino Cogolli, calciatore italiano (n. 1906)
- 7 luglio - Edgar Kupfer-Koberwitz, scrittore tedesco (n. 1906)
- 7 luglio - Tullio Odorizzi, avvocato e politico italiano (n. 1903)
- 7 luglio - Suzy Prim, attrice, sceneggiatrice e produttrice cinematografica francese (n. 1896)
- 7 luglio - Sauro Sili, pianista, arrangiatore e direttore d'orchestra italiano (n. 1922)
- 8 luglio - James Franciscus, attore statunitense (n. 1934)
- 8 luglio - Sigvald Bernhard Refsum, neurologo norvegese (n. 1907)
- 9 luglio - Danio Bardi, pallanuotista italiano (n. 1937)
- 9 luglio - Bill Miller, cestista e allenatore di pallacanestro statunitense (n. 1924)
- 9 luglio - José Salazar López, cardinale e arcivescovo cattolico messicano (n. 1910)
- 9 luglio - Alberto Valera, cestista italiano (n. 1901)
- 10 luglio - René Arpin-Pont, sciatore alpino francese (n. 1954)
- 10 luglio - Aase Bye, attrice norvegese (n. 1904)
- 10 luglio - Antonio Cordopatri, nobile italiano
- 10 luglio - Gerome Ragni, musicista e compositore statunitense (n. 1935)
- 11 luglio - Mokhtar Dahari, calciatore malese (n. 1953)
- 11 luglio - Angela Maria Guidi Cingolani, politica italiana (n. 1896)
- 11 luglio - Leyla Patricia Quintana Marxelly, poetessa e guerrigliera salvadoregna (n. 1970)
- 11 luglio - Morton Smith, storico statunitense (n. 1915)
- 12 luglio - Ludwig Greve, partigiano, scrittore e bibliotecario tedesco (n. 1924)
- 12 luglio - Hitoshi Igarashi, traduttore e islamista giapponese (n. 1947)
- 12 luglio - Guido Lazzarini, attore italiano (n. 1912)
- 12 luglio - Vilmoš Loci, cestista e allenatore di pallacanestro jugoslavo (n. 1925)
- 13 luglio - Jacques Geus, ciclista su strada belga (n. 1920)
- 13 luglio - Aldo Ghira, pallanuotista, nuotatore e imprenditore italiano (n. 1920)
- 13 luglio - Riccardo Lattanzi, arbitro di calcio italiano (n. 1934)
- 15 luglio - Benedetto Capomazza di Campolattaro, diplomatico italiano (n. 1903)
- 15 luglio - Bert Convy, attore, cantante e regista statunitense (n. 1933)
- 15 luglio - Isaac Roberto López, calciatore argentino (n. 1916)
- 15 luglio - Roger Revelle, geologo e oceanografo statunitense (n. 1909)
- 16 luglio - Bruno Cetto, ingegnere e micologo italiano (n. 1921)
- 16 luglio - Meindert DeJong, scrittore statunitense (n. 1906)
- 16 luglio - Robert Motherwell, pittore statunitense (n. 1915)
- 16 luglio - Nello Paratore, cestista e allenatore di pallacanestro italiano (n. 1912)
- 16 luglio - Carlo Terron, drammaturgo, giornalista e traduttore italiano (n. 1910)
- 17 luglio - Enzo Fabbri, calciatore italiano (n. 1920)
- 17 luglio - Joseph Gargitter, vescovo cattolico italiano (n. 1917)
- 17 luglio - Harold Robert Perry, vescovo cattolico statunitense (n. 1916)
- 18 luglio - Michele Alverà, bobbista italiano (n. 1929)
- 18 luglio - André Cools, politico belga (n. 1927)
- 18 luglio - Mike Goodman, hockeista su ghiaccio canadese (n. 1898)
- 18 luglio - Bruno Mondi, direttore della fotografia tedesco (n. 1903)
- 18 luglio - Ambrus Nagy, schermidore ungherese (n. 1927)
- 18 luglio - Fulvio Zamponi, politico e sindacalista italiano (n. 1901)
- 19 luglio - Chithira Thirunal Balarama Varma, principe indiano (n. 1912)
- 19 luglio - Gino Negri, compositore italiano (n. 1919)
- 20 luglio - Bhim Singh II, principe e politico indiano (n. 1909)
- 20 luglio - Leo Byrd, cestista statunitense (n. 1937)
- 20 luglio - Herbert Ferber, pittore, scultore e odontoiatra statunitense (n. 1906)
- 20 luglio - Aleksej Konsovskij, attore sovietico (n. 1912)
- 20 luglio - Paolo Manaresi, pittore e incisore italiano (n. 1908)
- 20 luglio - Joe Martinelli, calciatore statunitense (n. 1916)
- 20 luglio - Sesto Rocchi, liutaio italiano (n. 1909)
- 21 luglio - Oskar Formánek, vescovo cattolico slovacco (n. 1915)
- 21 luglio - Helen Meany, tuffatrice statunitense (n. 1904)
- 21 luglio - Ugolino Nicolini, presbitero, religioso e medievista italiano (n. 1926)
- 21 luglio - Glauco Pellegrini, regista e sceneggiatore italiano (n. 1919)
- 22 luglio - André Dhôtel, scrittore e poeta francese (n. 1900)
- 23 luglio - Nora Gal, traduttrice e critica letteraria sovietica (n. 1912)
- 23 luglio - Mario Pagliano, calciatore italiano (n. 1915)
- 24 luglio - Tullio Mobiglia, sassofonista e violinista italiano (n. 1911)
- 24 luglio - Luigi Gerardo Napolitano, ingegnere italiano (n. 1928)
- 24 luglio - Arrigo Paladini, partigiano italiano (n. 1921)
- 24 luglio - Philip Rastelli, mafioso statunitense (n. 1918)
- 24 luglio - Isaac Bashevis Singer, scrittore e traduttore polacco (n. 1903)
- 25 luglio - Lazar' Moiseevič Kaganovič, politico e rivoluzionario sovietico (n. 1893)
- 25 luglio - Douglas Stewart, cavaliere britannico (n. 1913)
- 26 luglio - Margot Favarato, cestista peruviana (n. 1929)
- 26 luglio - Andrés Gómez Domínguez, cestista messicano (n. 1913)
- 26 luglio - Egon Scotland, giornalista tedesco (n. 1948)
- 26 luglio - Maria Treben, scrittrice ceca (n. 1907)
- 27 luglio - Pierre Brunet, pattinatore artistico su ghiaccio francese (n. 1902)
- 27 luglio - Giuseppe Carnovale, criminale italiano (n. 1946)
- 27 luglio - Michele Marzulli, poeta, pittore e scrittore italiano (n. 1908)
- 28 luglio - Ettore Banchero, calciatore italiano (n. 1907)
- 28 luglio - Ray Felix, cestista statunitense (n. 1930)
- 28 luglio - Jan Gonda, linguista, indologo e storico delle religioni olandese (n. 1905)
- 28 luglio - Lotte Labowsky, filologa classica tedesca (n. 1905)
- 29 luglio - Christian de Castries, generale francese (n. 1902)
- 29 luglio - Albert Lord, filologo statunitense (n. 1912)
- 30 luglio - Tom Bridger, pilota automobilistico britannico (n. 1934)
- 30 luglio - Lee Eastman, avvocato e collezionista d'arte statunitense (n. 1910)
- 30 luglio - Benny Grant, hockeista su ghiaccio canadese (n. 1908)
- 30 luglio - Giorgio Manzini, giornalista e scrittore italiano (n. 1930)
- 31 luglio - Abe Jonker, ciclista su strada sudafricano (n. 1933)

## Agosto(121)
- 1º agosto - Armando Fallanca, calciatore italiano (n. 1922)
- 1º agosto - Yūsuf Idrīs, scrittore egiziano (n. 1927)
- 2 agosto - Bob Perina, giocatore di football americano statunitense (n. 1921)
- 3 agosto - John Field, ballerino e direttore artistico britannico (n. 1921)
- 3 agosto - Georg Krog, pattinatore di velocità su ghiaccio norvegese (n. 1915)
- 3 agosto - Angelo Nicosia, politico italiano (n. 1926)
- 3 agosto - Ali Sabri, politico e militare egiziano (n. 1920)
- 3 agosto - Károly Sós, calciatore e allenatore di calcio ungherese (n. 1909)
- 4 agosto - Evgenij Fëdorovič Dragunov, ingegnere e progettista sovietico (n. 1920)
- 4 agosto - Emil Čakărov, direttore d'orchestra bulgaro (n. 1948)
- 5 agosto - Paul Brown, allenatore di football americano statunitense (n. 1908)
- 5 agosto - Juan David García Bacca, filosofo spagnolo (n. 1901)
- 5 agosto - Sōichirō Honda, ingegnere e imprenditore giapponese (n. 1906)
- 5 agosto - Gaston Litaize, organista e compositore francese (n. 1909)
- 5 agosto - Evar Maran, attore italiano (n. 1924)
- 5 agosto - Giovanni Trapletti, calciatore italiano (n. 1939)
- 6 agosto - Shapur Bakhtiar, politico iraniano (n. 1914)
- 6 agosto - Roland Michener, avvocato, diplomatico e politico canadese (n. 1900)
- 6 agosto - Max Rostal, violinista, violista e insegnante austriaco (n. 1905)
- 6 agosto - Joseph Verdeur, nuotatore statunitense (n. 1926)
- 7 agosto - Charles Manring, canottiere statunitense (n. 1929)
- 7 agosto - Attilio Martella, attore italiano (n. 1919)
- 7 agosto - Modesto Sardo, politico italiano (n. 1929)
- 8 agosto - Ada Bruhn Hoffmeyer, archeologa danese (n. 1910)
- 8 agosto - Gianluca Favilla, attore italiano (n. 1950)
- 8 agosto - Eugenio Fernandi, tenore italiano (n. 1924)
- 8 agosto - Katalin Horváth, schermitrice ungherese (n. 1915)
- 8 agosto - Gladys Hulette, attrice statunitense (n. 1896)
- 8 agosto - James Irwin, astronauta statunitense (n. 1930)
- 8 agosto - Ivan Nikitovič Kožedub, aviatore e generale sovietico (n. 1920)
- 8 agosto - Luigi Moretti, storico e epigrafista italiano (n. 1922)
- 8 agosto - Nikolaj Nikolaevič Poppe, linguista sovietico (n. 1897)
- 8 agosto - Walter Zeman, calciatore austriaco (n. 1927)
- 9 agosto - Cella Delavrancea, pianista, scrittrice e musicologa rumena (n. 1887)
- 9 agosto - Schubert Gambetta, calciatore uruguaiano (n. 1920)
- 9 agosto - Gordan Lederer, fotografo croato (n. 1958)
- 9 agosto - Rafael Lledó, cestista argentino (n. 1922)
- 9 agosto - Antonino Scopelliti, magistrato italiano (n. 1935)
- 9 agosto - Michele Tomaszek, presbitero polacco (n. 1958)
- 10 agosto - Ellen Braumüller, giavellottista, discobola e altista tedesca (n. 1910)
- 10 agosto - Vincenzo Mutolo, medico e politico italiano (n. 1920)
- 10 agosto - Tadeusz Nowak, scrittore e poeta polacco (n. 1930)
- 10 agosto - Hans Jakob Polotsky, egittologo, linguista e orientalista israeliano (n. 1905)
- 11 agosto - Alfred Dompert, siepista tedesco (n. 1914)
- 11 agosto - Gianmarco Mezzadri, calciatore e allenatore di calcio italiano (n. 1923)
- 11 agosto - Alan Spenner, bassista britannico (n. 1948)
- 11 agosto - Helmut Walcha, organista, clavicembalista e compositore tedesco (n. 1907)
- 12 agosto - Édson Campos Martins, calciatore brasiliano (n. 1930)
- 12 agosto - Chuck Chuckovits, cestista statunitense (n. 1912)
- 12 agosto - Lin Fengmian, pittore cinese (n. 1900)
- 12 agosto - Ernesto Schick, botanico e agronomo svizzero (n. 1925)
- 13 agosto - James Roosevelt, politico e generale statunitense (n. 1907)
- 13 agosto - Richard A. Snelling, politico statunitense (n. 1927)
- 13 agosto - Kazuo Yamada, compositore e direttore d'orchestra giapponese (n. 1912)
- 14 agosto - Stan Chambers, pistard britannico (n. 1910)
- 14 agosto - Alberto Crespo, pilota automobilistico argentino (n. 1920)
- 14 agosto - György Deák-Bárdos, compositore, organista e insegnante ungherese (n. 1905)
- 14 agosto - Ludwig Landgrebe, filosofo austriaco (n. 1902)
- 14 agosto - Gino Mangini, sceneggiatore e regista italiano (n. 1921)
- 14 agosto - Luigi Zampa, regista e sceneggiatore italiano (n. 1905)
- 15 agosto - Eduardo Herrera Bueno, calciatore spagnolo (n. 1914)
- 16 agosto - Frederic Marès, scultore e collezionista d'arte spagnolo (n. 1893)
- 16 agosto - Bruno Nicolai, compositore, direttore d'orchestra e editore musicale italiano (n. 1926)
- 16 agosto - Ignacio Pinedo, cestista e allenatore di pallacanestro spagnolo (n. 1925)
- 17 agosto - Don Dubbins, attore statunitense (n. 1928)
- 18 agosto - Andrew Anderson, calciatore scozzese (n. 1909)
- 18 agosto - Rick Griffin, artista statunitense (n. 1944)
- 18 agosto - Les McDowall, allenatore di calcio e calciatore scozzese (n. 1912)
- 19 agosto - Oliver Drake, regista, sceneggiatore e attore statunitense (n. 1903)
- 19 agosto - Antonino Scaini, politico italiano (n. 1915)
- 20 agosto - Renato Lio, militare italiano (n. 1956)
- 20 agosto - José Luis Sagi-Vela, cestista spagnolo (n. 1944)
- 21 agosto - Michail Samuilovič Agurskij, ingegnere sovietico (n. 1933)
- 21 agosto - Massimo Cimino, astronomo, astrofisico e museologo italiano (n. 1908)
- 21 agosto - Wolfgang Hildesheimer, scrittore e pittore tedesco (n. 1916)
- 21 agosto - Remo Versaldi, calciatore italiano (n. 1910)
- 21 agosto - Richard Wilson, regista cinematografico, attore e sceneggiatore statunitense (n. 1915)
- 22 agosto - Siro Angeli, poeta, drammaturgo e sceneggiatore italiano (n. 1913)
- 22 agosto - Colleen Dewhurst, attrice canadese (n. 1924)
- 22 agosto - Boris Pugo, politico sovietico (n. 1937)
- 23 agosto - Antonio Giuseppe Angioni, vescovo cattolico italiano (n. 1910)
- 23 agosto - Wilhelm Hahnemann, allenatore di calcio e calciatore austriaco (n. 1914)
- 23 agosto - Ágnes Nemes Nagy, poetessa, scrittrice e traduttrice ungherese (n. 1922)
- 23 agosto - Germán Pardo García, poeta colombiano (n. 1902)
- 23 agosto - Florence B. Seibert, biochimica e scienziata statunitense (n. 1897)
- 23 agosto - Orazio Semeraro, arcivescovo cattolico italiano (n. 1906)
- 24 agosto - Sergej Fëdorovič Achromeev, generale e politico sovietico (n. 1923)
- 24 agosto - Bernard Castro, inventore italiano (n. 1904)
- 24 agosto - Marcello D'Olivo, architetto, urbanista e pittore italiano (n. 1921)
- 24 agosto - Abel Kiviat, mezzofondista statunitense (n. 1892)
- 24 agosto - Marne Maitland, attore indiano (n. 1914)
- 24 agosto - Marcello Serra, saggista, poeta e giornalista italiano (n. 1913)
- 24 agosto - Cesare Zacchi, arcivescovo cattolico italiano (n. 1914)
- 25 agosto - Niven Busch, scrittore e sceneggiatore statunitense (n. 1903)
- 25 agosto - Alessandro Dordi, presbitero italiano (n. 1931)
- 25 agosto - Hans Geiger, calciatore tedesco (n. 1905)
- 25 agosto - Giuseppe Vaiana, astrofisico italiano (n. 1935)
- 26 agosto - Ada Alessandrini, partigiana, politica e saggista italiana (n. 1909)
- 26 agosto - Ron Livingstone, cestista statunitense (n. 1925)
- 26 agosto - Itaco Nardulli, attore italiano (n. 1974)
- 26 agosto - Vera Pavlovna Stroeva, regista cinematografica sovietica (n. 1903)
- 27 agosto - Piet van Boxtel, calciatore olandese (n. 1902)
- 27 agosto - Gioacchino Muccin, vescovo cattolico italiano (n. 1899)
- 27 agosto - Mike Naumenko, cantautore e chitarrista sovietico (n. 1955)
- 28 agosto - Umberto Brizzi, sollevatore italiano (n. 1908)
- 28 agosto - Pierre Castex, scrittore, giornalista e critico cinematografico francese (n. 1924)
- 28 agosto - Francesco Russo, presbitero e storico italiano (n. 1908)
- 28 agosto - Erich Schatzki, ingegnere tedesco (n. 1898)
- 28 agosto - Alberto Spreafico, politologo italiano (n. 1928)
- 28 agosto - Vince Taylor, cantante e musicista britannico (n. 1939)
- 29 agosto - Ivan Bodin, calciatore svedese (n. 1923)
- 29 agosto - Ēriks Brēde, calciatore lettone (n. 1909)
- 29 agosto - Dixie Dunbar, attrice e ballerina statunitense (n. 1918)
- 29 agosto - Libero Grassi, imprenditore italiano (n. 1924)
- 29 agosto - René Grimm, calciatore svizzero (n. 1900)
- 30 agosto - Joyce Ackroyd, traduttrice e scrittrice australiana (n. 1918)
- 30 agosto - Jacques Grippa, politico belga (n. 1913)
- 30 agosto - Cyril Knowles, calciatore e allenatore di calcio inglese (n. 1944)
- 30 agosto - Adão Nunes Dornelles, calciatore brasiliano (n. 1923)
- 30 agosto - Jean Tinguely, scultore svizzero (n. 1925)
- 31 agosto - Juliusz Demel, storico polacco (n. 1924)

## Settembre(95)
- 1º settembre - Otl Aicher, designer tedesco (n. 1922)
- 2 settembre - Arnol'd Černuševič, schermidore sovietico (n. 1933)
- 2 settembre - Alfonso García Robles, politico e diplomatico messicano (n. 1911)
- 2 settembre - Laura Riding, scrittrice, poetessa e critica letteraria statunitense (n. 1901)
- 3 settembre - Jean Bourgoin, direttore della fotografia francese (n. 1913)
- 3 settembre - Frank Capra, regista, sceneggiatore e produttore cinematografico italiano (n. 1897)
- 3 settembre - Eduardo Cordero, cestista cileno (n. 1921)
- 3 settembre - Falk Harnack, regista e sceneggiatore tedesco (n. 1913)
- 4 settembre - Charlie Barnet, sassofonista, direttore d'orchestra e compositore statunitense (n. 1913)
- 4 settembre - Gerardo Catena, carabiniere italiano (n. 1967)
- 4 settembre - Henri-Marie de Lubac, gesuita, teologo e cardinale francese (n. 1896)
- 4 settembre - Tom Tryon, attore e scrittore statunitense (n. 1926)
- 4 settembre - Dottie West, cantante statunitense (n. 1932)
- 5 settembre - Italo Pietra, partigiano, giornalista e scrittore italiano (n. 1911)
- 6 settembre - Elpidio Mioni, grecista, bizantinista e paleografo italiano (n. 1911)
- 6 settembre - Ken Oberbruner, cestista, giocatore di baseball e allenatore di baseball statunitense (n. 1918)
- 6 settembre - Alfredo Rizzo, attore, regista e sceneggiatore italiano (n. 1902)
- 6 settembre - Robert Stoller, psichiatra e psicoanalista statunitense (n. 1924)
- 7 settembre - John Crosby, scrittore e giornalista statunitense (n. 1912)
- 7 settembre - Piero Gorgatto, velista italiano (n. 1925)
- 7 settembre - Edwin McMillan, fisico statunitense (n. 1907)
- 7 settembre - Ben Piazza, attore statunitense (n. 1933)
- 8 settembre - Brad Davis, attore e attivista statunitense (n. 1949)
- 8 settembre - Tom Jaquet, cestista statunitense (n. 1925)
- 8 settembre - Alex North, compositore statunitense (n. 1910)
- 8 settembre - Luigi Pareyson, filosofo italiano (n. 1918)
- 8 settembre - M.C. Reynolds, giocatore di football americano statunitense (n. 1935)
- 9 settembre - Karl Maria Herrligkoffer, medico tedesco (n. 1916)
- 9 settembre - Concetto Lo Bello, arbitro di calcio e politico italiano (n. 1924)
- 9 settembre - Viktor Tegelhoff, calciatore cecoslovacco (n. 1918)
- 10 settembre - Jack Crawford, tennista australiano (n. 1908)
- 10 settembre - Franco Reggiani, progettista, designer e scultore italiano (n. 1926)
- 11 settembre - Rudolf Kaiser, progettista tedesco (n. 1922)
- 12 settembre - Tina Centi, cantante italiana (n. 1933)
- 12 settembre - Franz Keller, psicologo, attivista e scrittore svizzero (n. 1913)
- 12 settembre - Chris Von Erich, wrestler statunitense (n. 1969)
- 13 settembre - Baruch Ashlag, rabbino israeliano (n. 1907)
- 13 settembre - Robert Irving, direttore d'orchestra britannico (n. 1913)
- 13 settembre - Metin Oktay, calciatore turco (n. 1936)
- 13 settembre - Paul Thompson, hockeista su ghiaccio e allenatore di hockey su ghiaccio canadese (n. 1906)
- 14 settembre - Julie Bovasso, attrice statunitense (n. 1930)
- 14 settembre - Mario Polak, calciatore e allenatore di calcio italiano (n. 1919)
- 15 settembre - Petronella Burgerhof, ginnasta olandese (n. 1908)
- 15 settembre - John Hoyt, attore statunitense (n. 1905)
- 15 settembre - Luis Miró, allenatore di calcio e calciatore spagnolo (n. 1913)
- 15 settembre - Charles E. Osgood, psicologo statunitense (n. 1916)
- 16 settembre - Zino Francescatti, violinista francese (n. 1902)
- 16 settembre - Max Heinrich, calciatore svizzero (n. 1907)
- 16 settembre - Valerio Miroglio, artista italiano (n. 1928)
- 16 settembre - Bruno Paolinelli, regista, sceneggiatore e produttore cinematografico italiano (n. 1923)
- 16 settembre - Murilo Rubião, scrittore, giornalista e politico brasiliano (n. 1916)
- 16 settembre - Ol'ga Aleksandrovna Spesivceva, ballerina russa (n. 1895)
- 17 settembre - Bernhard Bischoff, paleografo, filologo e storico tedesco (n. 1906)
- 17 settembre - Rob Tyner, cantante statunitense (n. 1944)
- 17 settembre - Luciano Gisberti, calciatore e allenatore di calcio italiano (n. 1915)
- 17 settembre - Hal Hutcheson, cestista e allenatore di pallacanestro statunitense (n. 1920)
- 17 settembre - Frank H. Netter, medico e illustratore statunitense (n. 1906)
- 17 settembre - Song Shilun, generale cinese (n. 1907)
- 18 settembre - Vinicio Berti, pittore e illustratore italiano (n. 1921)
- 18 settembre - Martin Norberg, pallanuotista svedese (n. 1902)
- 18 settembre - Massimo Petrocchi, storico italiano (n. 1918)
- 19 settembre - Lydia Cabrera, scrittrice cubana (n. 1899)
- 19 settembre - Gino Pallotta, giornalista e saggista italiano (n. 1923)
- 20 settembre - Giacinto Solito, regista e montatore italiano (n. 1904)
- 21 settembre - Luis Llorens Soler, calciatore spagnolo (n. 1939)
- 21 settembre - Blasius Marsoner, poeta, storico e traduttore italiano (n. 1924)
- 21 settembre - Angelo Rossitto, attore e doppiatore statunitense (n. 1908)
- 22 settembre - Evgenij Filippovič Ivanovskij, generale sovietico (n. 1918)
- 22 settembre - Durga Khote, attrice indiana (n. 1905)
- 23 settembre - Harriet Hammond, attrice statunitense (n. 1899)
- 23 settembre - Francesco Toni, politico italiano (n. 1921)
- 23 settembre - Chuck Vincent, regista e sceneggiatore statunitense (n. 1940)
- 24 settembre - Francesco Della Corte, filologo classico e latinista italiano (n. 1913)
- 24 settembre - Vsevolod Ivanovič Feodos'ev, ingegnere sovietico (n. 1916)
- 24 settembre - Arcangelo Mandarino, magistrato italiano (n. 1920)
- 24 settembre - Dom Orejudos, artista, ballerino e coreografo statunitense (n. 1933)
- 24 settembre - Michele Pellicani, giornalista, saggista e politico italiano (n. 1915)
- 24 settembre - Dr. Seuss, scrittore e fumettista statunitense (n. 1904)
- 25 settembre - Emilio Agazzi, filosofo italiano (n. 1921)
- 25 settembre - Klaus Barbie, militare e criminale di guerra tedesco (n. 1913)
- 25 settembre - Viviane Romance, attrice e danzatrice francese (n. 1912)
- 25 settembre - Anita Traversi, cantante svizzera (n. 1937)
- 26 settembre - Helmut Kohl, arbitro di calcio austriaco (n. 1943)
- 26 settembre - Billy Vaughn, cantante, polistrumentista e direttore d'orchestra statunitense (n. 1919)
- 27 settembre - Joe Hulme, calciatore, allenatore di calcio e crickettista inglese (n. 1904)
- 27 settembre - Oona O'Neill, attrice statunitense (n. 1925)
- 27 settembre - Roberto Rojas Tardío, calciatore peruviano (n. 1955)
- 28 settembre - Eugène Bozza, compositore e direttore d'orchestra francese (n. 1905)
- 28 settembre - Miles Davis, trombettista e compositore statunitense (n. 1926)
- 28 settembre - Barbara Rose Johns, bibliotecaria e attivista statunitense (n. 1935)
- 28 settembre - Gisleno Santunione, calciatore italiano (n. 1924)
- 29 settembre - Ed Barge, animatore statunitense (n. 1910)
- 30 settembre - Shmuel Gonen, generale israeliano (n. 1930)
- 30 settembre - Lauri Lehtinen, calciatore finlandese (n. 1909)
- 30 settembre - Nancy Welford, attrice statunitense (n. 1904)

## Ottobre(94)
- 2 ottobre - Eugenio Bruschini, calciatore italiano (n. 1939)
- 2 ottobre - Maria Aurèlia Capmany i Farnés, scrittrice spagnola (n. 1918)
- 2 ottobre - Demetrio di Costantinopoli, arcivescovo ortodosso greco (n. 1914)
- 2 ottobre - Marise Ferro, scrittrice, giornalista e saggista italiana (n. 1905)
- 2 ottobre - Flavio Frontali, calciatore italiano (n. 1936)
- 2 ottobre - Norman Macleod, scacchista e compositore di scacchi scozzese (n. 1927)
- 2 ottobre - Mike McCarron, cestista statunitense (n. 1922)
- 3 ottobre - Max Cantor, giornalista e attore statunitense (n. 1959)
- 3 ottobre - Ed Dancker, cestista statunitense (n. 1914)
- 3 ottobre - Alfio Gagliardi, calciatore italiano (n. 1909)
- 3 ottobre - Gia Nadareishvili, compositore di scacchi sovietico (n. 1921)
- 3 ottobre - Lyne de Souza, modella francese (n. 1914)
- 4 ottobre - Federico Alliney, compositore di scacchi italiano (n. 1920)
- 4 ottobre - Michelangelo Nicoletti, politico italiano (n. 1908)
- 4 ottobre - Angelo Piccioli, allenatore di calcio e calciatore italiano (n. 1920)
- 5 ottobre - Ramnath Goenka, imprenditore e giornalista indiano (n. 1904)
- 6 ottobre - Alphonse Gallegos, vescovo cattolico statunitense (n. 1931)
- 6 ottobre - Virginia Giorgi, ginnasta italiana (n. 1914)
- 6 ottobre - Marcella Rovena, attrice e doppiatrice italiana (n. 1905)
- 7 ottobre - Leo Durocher, giocatore di baseball e allenatore di baseball statunitense (n. 1905)
- 8 ottobre - Natalia Ginzburg, scrittrice, drammaturga e traduttrice italiana (n. 1916)
- 9 ottobre - Roy Black, cantante e attore tedesco (n. 1943)
- 9 ottobre - Marco Pola, poeta italiano (n. 1906)
- 9 ottobre - Erwin Schädler, calciatore tedesco (n. 1917)
- 10 ottobre - Eugenio Gaggiotti, faccendiere italiano (n. 1924)
- 10 ottobre - Nikolaus Hirschl, lottatore austriaco (n. 1906)
- 10 ottobre - Camille Libar, allenatore di calcio e calciatore lussemburghese (n. 1917)
- 10 ottobre - Gaspare Parvis, allenatore di calcio e calciatore italiano (n. 1921)
- 11 ottobre - Narcís de Carreras, avvocato spagnolo (n. 1905)
- 11 ottobre - Pietro Ferraris, calciatore italiano (n. 1912)
- 11 ottobre - Hugo Lamanna, calciatore e allenatore di calcio argentino (n. 1913)
- 11 ottobre - Redd Foxx, attore, comico e cantante statunitense (n. 1922)
- 11 ottobre - Josip Takač, calciatore jugoslavo (n. 1919)
- 12 ottobre - Ian Ayre, tennista australiano (n. 1929)
- 12 ottobre - Narciso Doval, calciatore argentino (n. 1944)
- 12 ottobre - Fedra Farolfi, filantropa italiana (n. 1902)
- 12 ottobre - Diana Gibson, attrice statunitense (n. 1915)
- 12 ottobre - Poul Jensen, calciatore danese (n. 1899)
- 12 ottobre - Aline MacMahon, attrice statunitense (n. 1899)
- 12 ottobre - Taso Mathieson, pilota automobilistico e scrittore britannico (n. 1908)
- 12 ottobre - Serafino Ogliastro, poliziotto italiano
- 12 ottobre - Arkadij e Boris Strugackij, scrittore sovietico (n. 1925)
- 12 ottobre - Regis Toomey, attore statunitense (n. 1898)
- 12 ottobre - Gregory Vlastos, storico della filosofia statunitense (n. 1907)
- 13 ottobre - Donald Houston, attore britannico (n. 1923)
- 13 ottobre - Daniel Oduber Quirós, politico costaricano (n. 1921)
- 13 ottobre - Franco Valsecchi, storico italiano (n. 1903)
- 14 ottobre - Gianni Dova, pittore italiano (n. 1925)
- 14 ottobre - Walter Elsasser, fisico e biologo tedesco (n. 1904)
- 14 ottobre - Dave Neville, hockeista su ghiaccio canadese (n. 1908)
- 14 ottobre - Bruno Rosettani, cantante e produttore discografico italiano (n. 1923)
- 15 ottobre - Antonio Canale, fumettista italiano (n. 1915)
- 16 ottobre - Ole Beich, chitarrista e bassista danese (n. 1955)
- 16 ottobre - Giacomo Mari, calciatore italiano (n. 1924)
- 16 ottobre - Mario Masciulli, militare italiano (n. 1909)
- 16 ottobre - Boris Papandopulo, compositore e direttore d'orchestra croato (n. 1906)
- 17 ottobre - John C. Bailar Jr., chimico statunitense (n. 1904)
- 17 ottobre - Pietro De Laurentiis, scultore italiano (n. 1920)
- 17 ottobre - Piet van Est, ciclista su strada olandese (n. 1934)
- 17 ottobre - Tennessee Ernie Ford, cantante statunitense (n. 1919)
- 17 ottobre - Françoise Mézières, fisioterapista francese (n. 1909)
- 18 ottobre - Enrico Boniforti, allenatore di calcio e calciatore italiano (n. 1917)
- 18 ottobre - Antonio Tricarico, calciatore italiano (n. 1912)
- 19 ottobre - Sumiyuki Kotani, judoka e lottatore giapponese (n. 1903)
- 19 ottobre - Olga Schiavo, artista italiana (n. 1912)
- 20 ottobre - Georges Beuchat, inventore e imprenditore francese (n. 1910)
- 20 ottobre - Giuseppe Ierna, compositore italiano (n. 1905)
- 20 ottobre - Ronald M. Schernikau, scrittore tedesco (n. 1960)
- 20 ottobre - DJ Trip, disc jockey italiano (n. 1964)
- 20 ottobre - Ginevra Zanetti, storica italiana (n. 1906)
- 21 ottobre - Francesco Bonino, ciclista su strada italiano (n. 1908)
- 23 ottobre - Gino Peguri, compositore e arrangiatore italiano (n. 1923)
- 23 ottobre - Cord von Restorff, scrittore tedesco (n. 1925)
- 23 ottobre - Július Torma, pugile ungherese (n. 1922)
- 24 ottobre - Oskars Peilis, calciatore lettone (n. 1910)
- 24 ottobre - Gene Roddenberry, sceneggiatore e produttore televisivo statunitense (n. 1921)
- 24 ottobre - Alberto Rosso, calciatore italiano (n. 1914)
- 24 ottobre - Nicolae Sotir, pallavolista e allenatore di pallavolo rumeno (n. 1916)
- 25 ottobre - Bill Graham, tedesco (n. 1931)
- 25 ottobre - Israel Krupp, calciatore norvegese (n. 1908)
- 26 ottobre - Georges Roland, astronomo e tennistavolista belga (n. 1922)
- 26 ottobre - Enrique Sorrel, calciatore cileno (n. 1912)
- 27 ottobre - Andrzej Panufnik, compositore e direttore d'orchestra polacco (n. 1914)
- 29 ottobre - Silvano Brengola, militare e marinaio italiano (n. 1903)
- 29 ottobre - John DeCuir, scenografo statunitense (n. 1918)
- 29 ottobre - Franco Nonnis, pittore e scenografo italiano (n. 1925)
- 29 ottobre - Mario Scelba, politico italiano (n. 1901)
- 29 ottobre - Jean Schmit, calciatore lussemburghese (n. 1915)
- 30 ottobre - Renato Appi, poeta e drammaturgo italiano (n. 1923)
- 30 ottobre - Renato de Barbieri, violinista italiano (n. 1920)
- 30 ottobre - Aniela Jaffé, psicologa tedesca (n. 1903)
- 31 ottobre - Gene Anderson, wrestler statunitense (n. 1939)
- 31 ottobre - Eros Benedini, medico e letterato italiano (n. 1913)
- 31 ottobre - Joseph Papp, produttore teatrale e regista statunitense (n. 1921)

## Novembre(114)
- 1º novembre - Moisés Carmona, vescovo messicano (n. 1912)
- 2 novembre - Irwin Allen, produttore cinematografico, produttore televisivo e regista statunitense (n. 1916)
- 2 novembre - Jimmy Hull, cestista e allenatore di pallacanestro statunitense (n. 1917)
- 2 novembre - Hannes Messemer, attore tedesco (n. 1924)
- 2 novembre - Francisco Moreira, calciatore portoghese (n. 1915)
- 2 novembre - Mort Shuman, cantante, compositore e produttore discografico statunitense (n. 1938)
- 3 novembre - Veniamin Aleksandrov, hockeista su ghiaccio sovietico (n. 1937)
- 3 novembre - Finn Alnæs, scrittore norvegese (n. 1932)
- 3 novembre - Theo Rossi di Montelera, imprenditore, bobbista e dirigente sportivo italiano (n. 1902)
- 3 novembre - Marinus Valentijn, ciclista su strada e pistard olandese (n. 1900)
- 4 novembre - Luciano Ceschia, scultore e pittore italiano (n. 1925)
- 4 novembre - Edvard Robert Gummerus, scrittore e traduttore finlandese (n. 1905)
- 4 novembre - Aminta Migliari, partigiano italiano (n. 1920)
- 5 novembre - Billy Atkins, giocatore di football americano statunitense (n. 1934)
- 5 novembre - Stelio Crise, bibliotecario, scrittore e critico letterario italiano (n. 1915)
- 5 novembre - Roy Garforth, pallanuotista britannico (n. 1918)
- 5 novembre - Fred MacMurray, attore statunitense (n. 1908)
- 5 novembre - Robert Maxwell, editore, politico e imprenditore britannico (n. 1923)
- 6 novembre - Boris Aleksandrovič Arbuzov, chimico sovietico (n. 1903)
- 6 novembre - Fabrizio Bartolini, calciatore italiano (n. 1924)
- 6 novembre - Harriet Bland, velocista statunitense (n. 1915)
- 6 novembre - Sergio Saroni, pittore italiano (n. 1934)
- 6 novembre - Gene Tierney, attrice statunitense (n. 1920)
- 7 novembre - Maxine Mitchell, schermitrice statunitense (n. 1917)
- 7 novembre - Tom of Finland, disegnatore e illustratore finlandese (n. 1920)
- 8 novembre - François Bourricaud, sociologo francese (n. 1922)
- 8 novembre - Vittorio Chesi, giornalista italiano (n. 1916)
- 8 novembre - Domenico Ludovico, generale, aviatore e scrittore italiano (n. 1905)
- 8 novembre - Ludovico Magrini, giornalista italiano (n. 1937)
- 8 novembre - Charlotte Moorman, violoncellista e artista statunitense (n. 1933)
- 9 novembre - Hans Liljedahl, tiratore a volo svedese (n. 1913)
- 9 novembre - Yves Montand, cantante e attore italiano (n. 1921)
- 10 novembre - Eva Bosáková, ginnasta cecoslovacca (n. 1931)
- 10 novembre - Dick the Bruiser, giocatore di football americano e wrestler statunitense (n. 1929)
- 10 novembre - Gunnar Gren, calciatore e allenatore di calcio svedese (n. 1920)
- 10 novembre - Enrique Labrador Ruiz, giornalista e scrittore cubano (n. 1902)
- 10 novembre - Alessandro Lessona, ufficiale, politico e dirigente sportivo italiano (n. 1891)
- 10 novembre - Florian Radu, allenatore di calcio e calciatore rumeno (n. 1920)
- 10 novembre - Montserrat Roig i Fransitorra, scrittrice e giornalista spagnola (n. 1946)
- 11 novembre - Myrna DeBerry, cestista statunitense (n. 1947)
- 11 novembre - Nellie Halstead, velocista britannica (n. 1910)
- 11 novembre - Louis LaRasso, mafioso statunitense (n. 1926)
- 11 novembre - Pia Lombardi, politica italiana (n. 1903)
- 11 novembre - Morton Stevens, compositore statunitense (n. 1929)
- 12 novembre - Diane Brewster, attrice statunitense (n. 1931)
- 12 novembre - Bobby Joe Edmonds, cestista statunitense (n. 1941)
- 12 novembre - Ragnar Granit, neurofisiologo finlandese (n. 1900)
- 12 novembre - James Schuyler, poeta statunitense (n. 1923)
- 12 novembre - Gabriele Tinti, attore italiano (n. 1932)
- 12 novembre - Tom Wukovits, cestista statunitense (n. 1916)
- 13 novembre - Paul-Émile Léger, cardinale e arcivescovo cattolico canadese (n. 1904)
- 13 novembre - Maurice Mercery, calciatore francese (n. 1902)
- 13 novembre - Rudolf Turek, storico e archeologo ceco (n. 1910)
- 13 novembre - Georges Winckelmans, calciatore e allenatore di calcio francese (n. 1910)
- 14 novembre - Tony Richardson, regista e produttore cinematografico inglese (n. 1928)
- 15 novembre - Sylvio Hoffmann, calciatore brasiliano (n. 1908)
- 15 novembre - Robert McCall, danzatore su ghiaccio canadese (n. 1958)
- 15 novembre - Jacques Morali, produttore discografico e compositore francese (n. 1947)
- 15 novembre - Stan Noszka, cestista e politico statunitense (n. 1920)
- 15 novembre - Giovanni Proni, vescovo cattolico italiano (n. 1912)
- 16 novembre - Ciccio Franco, politico, sindacalista e attivista italiano (n. 1930)
- 16 novembre - Sergio Liberovici, etnomusicologo e compositore italiano (n. 1930)
- 16 novembre - Gustav Wetterström, calciatore svedese (n. 1911)
- 17 novembre - Eileen Agar, pittrice e fotografa britannica (n. 1899)
- 17 novembre - Maurice Banach, calciatore tedesco (n. 1967)
- 17 novembre - Alfrēds Krauklis, cestista e allenatore di pallacanestro lettone (n. 1911)
- 17 novembre - Horst Mühlmann, calciatore e giocatore di football americano tedesco (n. 1940)
- 17 novembre - Adrian Quist, tennista australiano (n. 1913)
- 18 novembre - Claude Cahen, arabista e storico francese (n. 1909)
- 18 novembre - Gustáv Husák, politico cecoslovacco (n. 1913)
- 18 novembre - Claudio Sicilia, mafioso e collaboratore di giustizia italiano (n. 1948)
- 18 novembre - Eugen York, regista tedesco (n. 1912)
- 19 novembre - Rich Dumas, cestista statunitense (n. 1944)
- 19 novembre - Hans Goldmann, medico ceco (n. 1899)
- 19 novembre - Reggie Nalder, attore, cabarettista e ballerino austriaco (n. 1907)
- 19 novembre - Leonid Leonidovič Obolenskij, regista cinematografico russo (n. 1902)
- 20 novembre - Siniša Glavašević, giornalista croato (n. 1960)
- 20 novembre - Ali Mustafayev, pubblicista azero (n. 1952)
- 20 novembre - Antun Stipančić, tennistavolista croato (n. 1949)
- 21 novembre - Daniel Mann, regista statunitense (n. 1912)
- 21 novembre - Ernest Dichter, psicologo austriaco (n. 1907)
- 22 novembre - Antoine Berman, filosofo e traduttore francese (n. 1942)
- 22 novembre - Vittorio Carioli, calciatore italiano (n. 1943)
- 22 novembre - Tadashi Imai, regista giapponese (n. 1912)
- 23 novembre - Corrado Biasotto, calciatore italiano (n. 1912)
- 23 novembre - Ulrich Cameron Luft, medico, fisiologo e insegnante tedesco (n. 1910)
- 23 novembre - Ullrich Haupt, attore tedesco (n. 1915)
- 23 novembre - Klaus Kinski, attore e regista tedesco (n. 1926)
- 23 novembre - Ken Uehara, attore giapponese (n. 1909)
- 24 novembre - Eric Carr, batterista statunitense (n. 1950)
- 24 novembre - Costantino Dardi, architetto italiano (n. 1936)
- 24 novembre - Aminta Fieschi, medico italiano (n. 1904)
- 24 novembre - Anton Furst, scenografo inglese (n. 1944)
- 24 novembre - Franco Lantieri, attore italiano (n. 1928)
- 24 novembre - Freddie Mercury, cantautore e compositore britannico (n. 1946)
- 25 novembre - Eleanor Audley, attrice e doppiatrice statunitense (n. 1905)
- 25 novembre - Pelayo García, calciatore spagnolo (n. 1911)
- 25 novembre - Alberico Sala, scrittore, poeta e critico d'arte italiano (n. 1923)
- 26 novembre - Dehl Berti, attore statunitense (n. 1921)
- 26 novembre - François Billetdoux, drammaturgo francese (n. 1927)
- 26 novembre - Enzo Cerusico, attore e cantante italiano (n. 1937)
- 26 novembre - Ignazio Drago, scrittore italiano (n. 1902)
- 26 novembre - Edward H. Heinemann, ingegnere statunitense (n. 1908)
- 26 novembre - Gertrud Pålson-Wettergren, mezzosoprano svedese (n. 1897)
- 26 novembre - Alberto Gaudêncio Ramos, arcivescovo cattolico brasiliano (n. 1915)
- 27 novembre - Vilém Flusser, filosofo, scrittore e giornalista ceco (n. 1920)
- 28 novembre - Anton Bilek, calciatore austriaco (n. 1903)
- 28 novembre - Carolina Rispoli, scrittrice italiana (n. 1893)
- 28 novembre - Giampaolo Saccarola, attore e doppiatore italiano (n. 1952)
- 29 novembre - Joe Bonson, calciatore inglese (n. 1936)
- 29 novembre - Ludovico Geymonat, filosofo, matematico e storico della filosofia italiano (n. 1908)
- 29 novembre - Ralph Bellamy, attore statunitense (n. 1904)
- 30 novembre - Oskar Thierbach, ciclista su strada e pistard tedesco (n. 1909)
- 30 novembre - Franco Varaldo, politico italiano (n. 1906)

## Dicembre(113)
- 1º dicembre - Mauro Bubbico, politico italiano (n. 1928)
- 1º dicembre - Pat O'Callaghan, martellista irlandese (n. 1905)
- 1º dicembre - Pëtr Počenčuk, marciatore sovietico (n. 1954)
- 1º dicembre - Alden Sanborn, canottiere statunitense (n. 1899)
- 1º dicembre - George Stigler, economista statunitense (n. 1911)
- 1º dicembre - Pat Walshe, attore statunitense (n. 1900)
- 2 dicembre - Robert Crost, cestista francese (n. 1924)
- 2 dicembre - Kjell Eeg, calciatore norvegese (n. 1910)
- 3 dicembre - Lilia Dale, attrice italiana (n. 1919)
- 3 dicembre - George Lott, tennista statunitense (n. 1906)
- 3 dicembre - Hedda Morrison, fotografa tedesca (n. 1908)
- 3 dicembre - Petre Țuțea, filosofo, scrittore e politico rumeno (n. 1902)
- 4 dicembre - Cliff Bastin, calciatore inglese (n. 1912)
- 4 dicembre - Moysés Baumstein, artista brasiliano (n. 1931)
- 4 dicembre - Robert Nünlist, ufficiale svizzero (n. 1911)
- 5 dicembre - Aad Mansveld, calciatore olandese (n. 1944)
- 5 dicembre - Richard Speck, assassino statunitense (n. 1941)
- 6 dicembre - Omar Corbatta, calciatore argentino (n. 1936)
- 6 dicembre - Virgilio Corbo, francescano e archeologo italiano (n. 1918)
- 6 dicembre - Richard Stone, economista britannico (n. 1913)
- 6 dicembre - Pavo Urban, fotografo croato (n. 1968)
- 7 dicembre - Aldo Forzoni, vescovo cattolico italiano (n. 1912)
- 7 dicembre - Alberto Longoni, artista italiano (n. 1921)
- 7 dicembre - Giglio Panza, giornalista italiano (n. 1913)
- 7 dicembre - Gordon Pirie, mezzofondista britannico (n. 1931)
- 7 dicembre - Piero Pozzi, calciatore italiano (n. 1920)
- 8 dicembre - Antonio Cavinato, mineralogista e politico italiano (n. 1895)
- 8 dicembre - Buck Clayton, trombettista e musicista statunitense (n. 1911)
- 8 dicembre - John Mark, velocista britannico (n. 1925)
- 8 dicembre - Giuseppe Nieddu, militare italiano (n. 1952)
- 8 dicembre - Enrico Terracini, scrittore e poeta italiano (n. 1909)
- 9 dicembre - Berenice Abbott, fotografa statunitense (n. 1898)
- 9 dicembre - Olga Bondareva, matematica sovietica (n. 1937)
- 9 dicembre - Gustave Dubus, calciatore francese (n. 1910)
- 10 dicembre - Tippy Larkin, pugile statunitense (n. 1917)
- 10 dicembre - Giuseppe Luraghi, dirigente d'azienda italiano (n. 1905)
- 10 dicembre - Franco Maria Malfatti, politico e giornalista italiano (n. 1927)
- 10 dicembre - Orlando Rao, calciatore e allenatore di calcio argentino (n. 1926)
- 10 dicembre - Gustav Schäfer, canottiere tedesco (n. 1906)
- 11 dicembre - Artur Lundkvist, scrittore svedese (n. 1906)
- 11 dicembre - Simon Scott, attore statunitense (n. 1920)
- 11 dicembre - Mario Tobino, psichiatra, scrittore e poeta italiano (n. 1910)
- 12 dicembre - Eleanor Boardman, attrice statunitense (n. 1898)
- 12 dicembre - Moshe Castel, pittore israeliano (n. 1909)
- 12 dicembre - Peter Kienast, bobbista e skeletonista austriaco (n. 1949)
- 12 dicembre - Ronnie Ross, sassofonista e clarinettista britannico (n. 1933)
- 13 dicembre - Jan Hendriks, attore e doppiatore tedesco (n. 1928)
- 13 dicembre - André Pieyre de Mandiargues, scrittore, drammaturgo e traduttore francese (n. 1909)
- 13 dicembre - Ilario Roatta, vescovo cattolico italiano (n. 1905)
- 14 dicembre - Robert Eddison, attore britannico (n. 1908)
- 14 dicembre - Nikolaj Gusakov, combinatista nordico sovietico (n. 1934)
- 15 dicembre - Reidar Andersen, saltatore con gli sci norvegese (n. 1911)
- 15 dicembre - Grete Mostny, antropologa e archeologa austriaca (n. 1914)
- 15 dicembre - Vasilij Grigor'evič Zajcev, militare sovietico (n. 1915)
- 16 dicembre - Davide Cugini, avvocato, storico dell'arte e enigmista italiano (n. 1896)
- 16 dicembre - Ferdinando Orlandi, attore italiano (n. 1925)
- 16 dicembre - Fred Scott, attore statunitense (n. 1902)
- 16 dicembre - Pier Vittorio Tondelli, scrittore, curatore editoriale e saggista italiano (n. 1955)
- 17 dicembre - Jesse Flores, giocatore di baseball statunitense (n. 1914)
- 17 dicembre - Antonio Savastano, tenore italiano (n. 1948)
- 17 dicembre - Carl Shy, cestista statunitense (n. 1908)
- 18 dicembre - George Abecassis, pilota automobilistico britannico (n. 1913)
- 18 dicembre - Giuseppe D'Angelo, politico italiano (n. 1913)
- 18 dicembre - Jean Orcibal, storico francese (n. 1913)
- 18 dicembre - June Storey, attrice canadese (n. 1918)
- 19 dicembre - Howie Dallmar, cestista e allenatore di pallacanestro statunitense (n. 1922)
- 19 dicembre - Franc Košir, cantante sloveno (n. 1931)
- 19 dicembre - György Szűcs, allenatore di calcio e calciatore ungherese (n. 1912)
- 20 dicembre - Walter Chiari, attore, comico e cabarettista italiano (n. 1924)
- 20 dicembre - Vittorio Malagoli, allenatore di calcio e calciatore italiano (n. 1917)
- 20 dicembre - Albert Van Vlierberghe, ciclista su strada e pistard belga (n. 1942)
- 20 dicembre - Gaston Waringhien, scrittore, traduttore e esperantista francese (n. 1901)
- 21 dicembre - Germano Craighero, carabiniere italiano (n. 1961)
- 21 dicembre - Francesco Grandjacquet, attore italiano (n. 1904)
- 21 dicembre - Wilhelm Strassburger, calciatore tedesco (n. 1907)
- 21 dicembre - José Miguel de Barandiarán Ayerbe, antropologo, etnologo e presbitero spagnolo (n. 1889)
- 22 dicembre - Ferruccio Bonivento, arbitro di calcio italiano (n. 1906)
- 22 dicembre - Franz Brunner, pallamanista austriaco (n. 1913)
- 22 dicembre - James C. Fletcher, fisico statunitense (n. 1919)
- 22 dicembre - Donald Gibson, architetto britannico (n. 1908)
- 22 dicembre - Ernesto Grassi, filosofo italiano (n. 1902)
- 22 dicembre - Ernst Křenek, compositore e direttore d'orchestra austriaco (n. 1900)
- 22 dicembre - Tina Merlin, giornalista, scrittrice e partigiana italiana (n. 1926)
- 22 dicembre - Jack Otterson, scenografo statunitense (n. 1905)
- 22 dicembre - Bruno Pellizzari, pistard italiano (n. 1907)
- 23 dicembre - Aimé Durbec, calciatore francese (n. 1902)
- 23 dicembre - Gene Milford, montatore statunitense (n. 1902)
- 23 dicembre - Rosario Ruggeri, scrittore e medico italiano (n. 1905)
- 24 dicembre - Dīmītrios Adamou, politico, giornalista e scrittore greco (n. 1914)
- 24 dicembre - Gino Colaussi, calciatore e allenatore di calcio italiano (n. 1914)
- 24 dicembre - Alfons Goppel, politico tedesco (n. 1905)
- 24 dicembre - Walter Hudson, showman e editore statunitense (n. 1944)
- 24 dicembre - Chaudhry Ghulam Rasool, hockeista su prato pakistano (n. 1931)
- 25 dicembre - Poldo Bendandi, attore italiano (n. 1920)
- 25 dicembre - Curt Bois, attore tedesco (n. 1901)
- 25 dicembre - Orane Demazis, attrice francese (n. 1894)
- 25 dicembre - Wilhelm Harster, generale e agente segreto tedesco (n. 1904)
- 25 dicembre - Heinrich Lebensaft, calciatore austriaco (n. 1905)
- 26 dicembre - Roland Bierge, pittore e litografo francese (n. 1922)
- 26 dicembre - Arturo Gemmiti, regista italiano (n. 1909)
- 27 dicembre - Hervé Guibert, scrittore, fotografo e sceneggiatore francese (n. 1955)
- 27 dicembre - Petro Marko, giornalista e scrittore albanese (n. 1913)
- 28 dicembre - Jacques Aubuchon, attore statunitense (n. 1924)
- 28 dicembre - George Espeut, sollevatore giamaicano (n. 1917)
- 28 dicembre - Cassandra Harris, attrice australiana (n. 1948)
- 28 dicembre - Roberto Ridolfi, storico italiano (n. 1899)
- 29 dicembre - Giuseppe Franchino, politico italiano (n. 1910)
- 29 dicembre - Tony Strobl, fumettista statunitense (n. 1915)
- 30 dicembre - Gino Cicardi, arbitro di calcio italiano (n. 1910)
- 30 dicembre - Jean Grumellon, calciatore francese (n. 1923)
- 30 dicembre - José Miguel Marín, calciatore argentino (n. 1945)
- 30 dicembre - Abd al-Majid bin Sa'ud Al Sa'ud, principe e imprenditore saudita (n. 1943)
- 31 dicembre - Georges Poulet, critico letterario belga (n. 1902)

## Senza giorno specificato(64)
- Yoshiaki Banno, astronomo giapponese (n. 1952)
- Irene Bayer-Hecht, fotografa statunitense (n. 1898)
- Irving Bieber, psicoanalista statunitense (n. 1909)
- Luigi Calistri, organista italiano (n. 1921)
- Giacomo Caputo, archeologo italiano (n. 1901)
- Francesco Casartelli, calciatore e allenatore di calcio italiano (n. 1899)
- Chan Hon Chung, artista marziale cinese (n. 1909)
- Nino Chiovini, partigiano, scrittore e storico italiano (n. 1923)
- Giuseppe Colasanto, politico italiano (n. 1918)
- Giulio Da Milano, grafico e pittore italiano (n. 1895)
- Vito De Taranto, attore e basso italiano (n. 1913)
- Gioan Battista Dell'Acqua, medico italiano (n. 1901)
- Antonio Desole, cantante italiano (n. 1898)
- Karel Feller, calciatore cecoslovacco (n. 1898)
- Hedley Herbert Finlayson, naturalista australiano (n. 1895)
- Alfredo Fogel, calciatore argentino (n. 1919)
- Gianni Gambi, pianista e clavicembalista italiano (n. 1955)
- Vincenzo Giardini, politico e partigiano italiano (n. 1907)
- Francesco Giordani, fotografo italiano (n. 1908)
- Werner H. Greub, matematico svizzero (n. 1925)
- Mario Guerra, sceneggiatore italiano (n. 1922)
- Halvar Hermanson, compositore di scacchi svedese (n. 1905)
- Kees Hoving, nuotatore olandese (n. 1919)
- Wsiewołod Jakimiuk, ingegnere ucraino (n. 1902)
- Guido Jarach, banchiere e dirigente d'azienda italiano (n. 1905)
- Allan Karlsson, fondista svedese (n. 1911)
- Babera Kirata, politico gilbertese (n. 1938)
- Valentin Kitaev, pallavolista sovietico (n. 1918)
- Arthur Knight, critico cinematografico e saggista statunitense (n. 1916)
- Manfred R. Köhler, regista, sceneggiatore e direttore del doppiaggio tedesco (n. 1927)
- Osvaldo Landoni, calciatore argentino (n. 1914)
- Ermanno Latella, calciatore e allenatore di calcio italiano (n. 1908)
- Gheorghe Lichiardopol, tiratore a segno rumeno (n. 1913)
- Werner Lohrer, hockeista su ghiaccio svizzero (n. 1917)
- Yakubu Mambo, calciatore nigeriano
- Piero Messeri, paleontologo, antropologo e medico italiano (n. 1916)
- Freddie Milton, nuotatore e pallanuotista britannico (n. 1906)
- Susan Noel, tennista britannica (n. 1912)
- Park Myung-sik, serial killer nordcoreano (n. 1951)
- Bill Peart, calciatore inglese (n. 1904)
- Giuseppe Pellegrini, regista e sceneggiatore italiano (n. 1925)
- Pema Dechen, regina bhutanese (n. 1918)
- Luigi Piloni, scrittore italiano (n. 1907)
- Emanoil Răducanu, cestista romeno (n. 1929)
- Dougal Robertson, agricoltore, marinaio e scrittore scozzese (n. 1924)
- Olguiz Rodríguez, allenatore di pallacanestro uruguaiano (n. 1918)
- Henryk Ross, fotografo polacco (n. 1910)
- Enrique Rubio, calciatore spagnolo (n. 1915)
- Ferdinando Santagostino, calciatore italiano (n. 1909)
- Ken Scott, stilista statunitense (n. 1918)
- Igor' Alekseevič Šešukov, regista sovietico (n. 1942)
- Oreste Tarditi, pittore italiano (n. 1908)
- Miro Tremolada, calciatore italiano (n. 1919)
- Emilio Tricerri, dirigente sportivo italiano (n. 1913)
- Piero Trombetta, musicista, violinista e compositore italiano (n. 1914)
- Alceo Valcini, giornalista italiano (n. 1909)
- Rito Valla, scultore italiano (n. 1911)
- Tommaso Valmarana, nobile italiano (n. 1909)
- Venturino Ventura, architetto italiano (n. 1910)
- Matvej Izrailevič Volodarskij, regista sovietico (n. 1908)
- Corinne Michelle West, pittrice statunitense (n. 1908)
- Giacomo Zaccaria, storico italiano (n. 1904)
- Robert Van Zeebroeck, pattinatore artistico su ghiaccio belga (n. 1909)
- Alberto Zilocchi, pittore italiano (n. 1931)